# Carl Gotthard Langhans

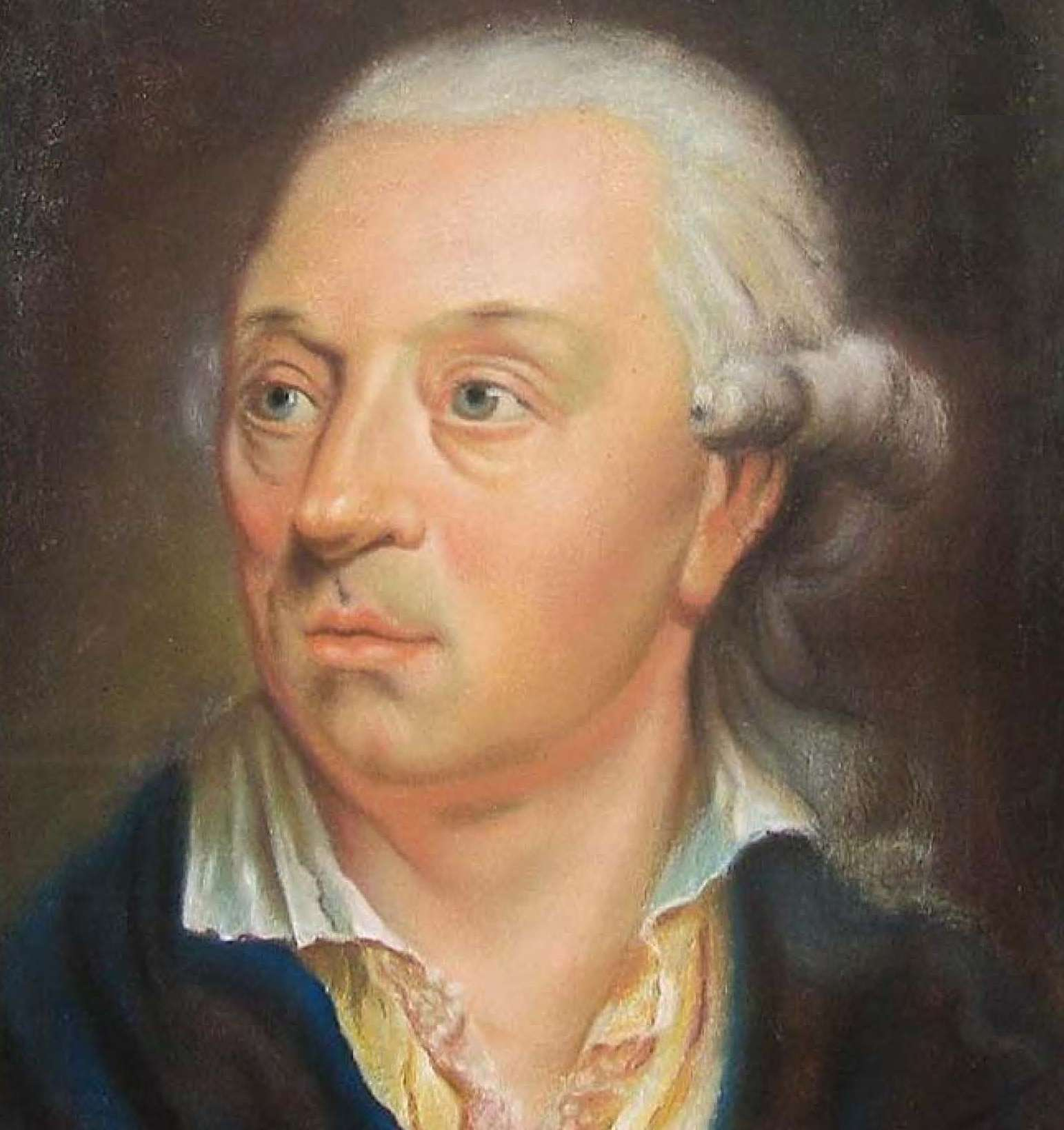
C. G. Langhans in höherem Alter

Carl Gotthard Langhans (* 15. Dezember 1732 in Landeshut, Herzogtum Schweidnitz-Jauer; † 1. Oktober 1808 in Grüneiche bei Breslau) war ein deutscher Baumeister und Architekt. Seine Werke gehören zu den frühesten Bauten des Klassizismus in Deutschland. Sein bedeutendstes Werk ist das Brandenburger Tor in Berlin.

## Leben
Carl Gotthard Langhans war ein Sohn des Konrektors, später Prorektors, Gottfried Langhans († 1763) der evangelischen Schulen in Landeshut und Schweidnitz. Er studierte von 1753 bis 1757 Jura in Halle, daneben auch Mathematik und Sprachen, und beschäftigte sich autodidaktisch mit der Architektur, wobei er vor allem die antiken Schriften des römischen Architekturtheoretikers Vitruv und deren Neufassung des von der Antike begeisterten Johann Joachim Winckelmann zugrunde legte. Nach seinem Studium kehrte er nach Schlesien zurück und wurde in Breslau Hauslehrer des Grafen Franz von Matuschka, des späteren fürstbischöflichen Baurats und Oberbauintendanten sowie jüngsten Bruders des Majoratsherrn und Botanikers Heinrich Gottfried Graf von Matuschka (1734–1779).
Der Entwurf zur protestantischen Kirche Zum Schifflein Christi 1764 in Glogau brachte ihm den ersten Durchbruch als Architekt. Im selben Jahr fand Langhans eine Anstellung als Bauinspektor des Fürsten Franz Philipp Adrian von Hatzfeld-Gleichen-Trachenberg (1717–1779), dessen im Siebenjährigen Krieg zerstörtes Stadtpalais in Breslau er in den Jahren 1766–1774 nach eigenen Entwürfen neu errichtete. Durch die Vermittlung des Fürsten von Hatzfeld wurde er am Berliner Hof bekannt. Als erstes Werk im Dienste der königlichen Familie entwarf er für den Prinzen Heinrich von Preußen 1766 das Treppenhaus und den Muschelsaal im Schloss Rheinsberg, noch im Stil des Friderizianischen Rokoko. Bis 1787 war er noch weitgehend in Schlesien tätig, dann ging er nach Berlin.

### Familie

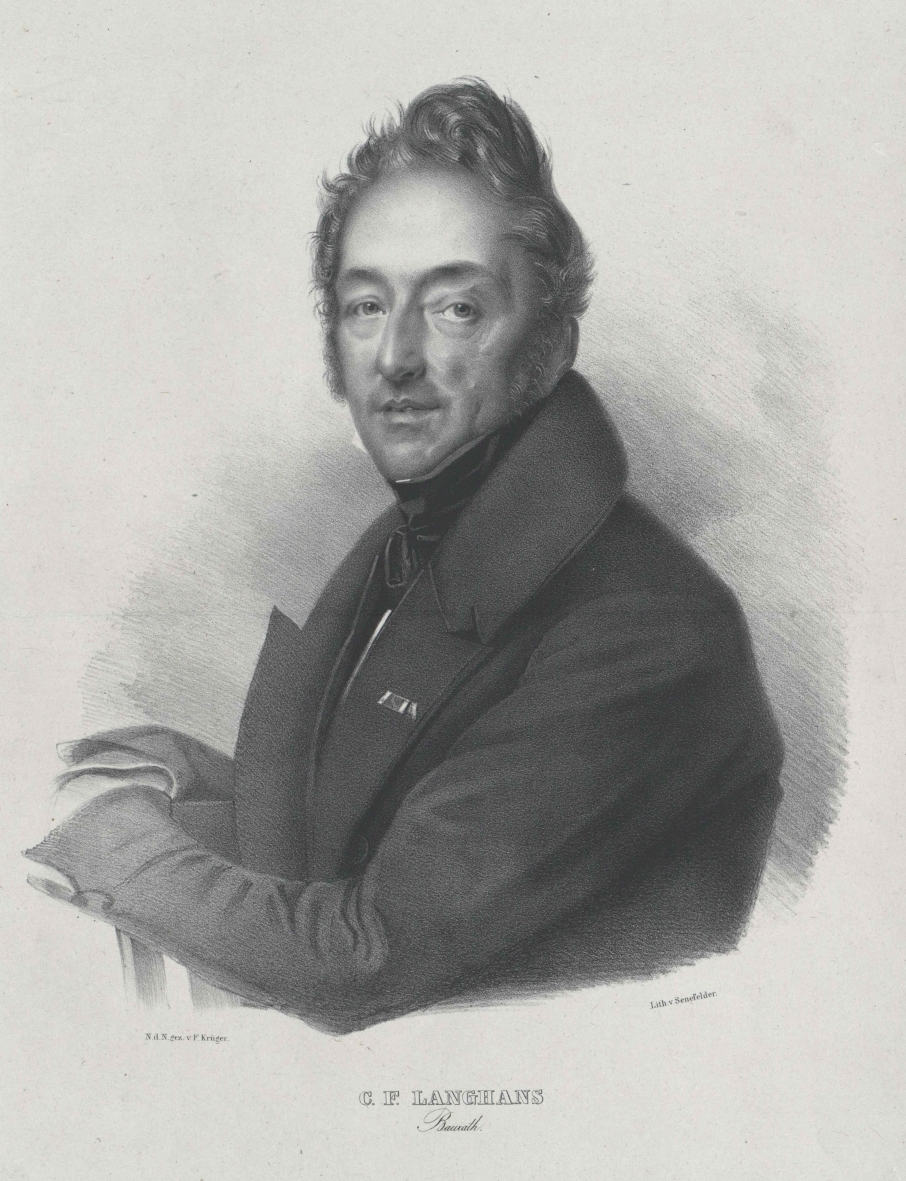
Der Sohn Carl Ferdinand

Im Jahre 1771 heiratete er Anna Elisabeth Jaeckel, die Tochter eines Breslauer Rechtsgelehrten. Sie hatten fünf Kinder: die Töchter Louise Amalie und Juliane Wilhelmine, den Sohn Carl Ferdinand, der Architekt wurde. Zwei weitere Kinder starben früh.
Seit 1782 bewohnte Langhans mit seiner Familie das schwiegerelterliche Haus in der Albrechtstraße 18 in Breslau. 1786 zog er nach Berlin um, wo er mit der Familie ab 1787/88 das von ihm selbst neu erbaute Haus Charlottenstraße Nr. 31 (Ecke Behrenstraße), später umnummeriert zur Nr. 48,  bewohnte. (Heute steht auf den Grundstücken Nr. 48 und 49 das Hotel Regent Berlin, das allerdings ausschließlich die Nr. 49 als Adresse angibt.)
Im Alter zog sich Langhans auf seine Besitzung in Grüneiche bei Breslau zurück. In Breslau war er Mitglied der Freimaurerloge Zur Säule. Er wurde auf dem Großen Friedhof in Breslau begraben. Der Friedhof wurde 1957 zerstört.

### Studienreisen
Im ausgehenden 18. Jahrhundert und beginnenden 19. Jahrhundert war es für jeden Künstler ein großer Traum, eine Italienreise zu unternehmen, um die Antike aus eigener Anschauung studieren zu können. Langhans konnte durch die Unterstützung des Fürsten von Hatzfeld 1768–1769 eine Reise nach Italien unternehmen. Bevor ihn 1775 König Friedrichs II. als Oberbaurat in die für Bauangelegenheiten zuständigen schlesischen Kriegs- und Domänenkammern Breslau und Glogau berief, ließ er ihn auf Staatskosten fast ein Jahr England, Holland, Belgien und Frankreich bereisen, um sich über neueste (bau-)technische Entwicklungen zu informieren.

### Ämter
Seine erste Anstellung als Bauinspektor fand Langhans 1764 beim Fürsten Franz Philipp Adrian von Hatzfeld. Sein Dienstherr ließ ihm freie Hand, für andere Auftraggeber zu arbeiten. Die spätere Position als Oberbaurat schloss neben dem Hochbau auch den Chaussee-, Brücken- und Wasserbau ein. Es folgte eine lange und erfolgreiche Tätigkeit als oberster Baubeamter Schlesiens. Hier oblag ihm auch der Aufbau der Kolonistendörfer. 1786 wurde Langhans Ehrenmitglied der Berliner Akademie der Künste. 1788 wurde er von Friedrichs Neffen und Nachfolger Friedrich Wilhelm II. zum Direktor des neu gegründeten Oberhofbauamtes in Berlin ernannt.

## Stil
Langhans wurde in der Barockzeit geboren und starb zur Zeit des Klassizismus. Er hat keinen eigenen Stil entwickelt und war auch nicht maßgeblich an einer Stilentwicklung beteiligt. In der Verbindung von antiken Elementen mit barocken und klassizistischen Formen lagen Innovation und Genialität von Langhans. Er verwendete die auf seinen Reisen studierten Bauten, von denen er fleißig Zeichnungen angefertigt hat, als Vorlagen für seine eigenen Entwürfe. Er scheut sich nicht, verschiedene Stilrichtungen in einem Bau nebeneinander anzuwenden. Beim Palais des Fürsten Hatzfeld hat er sich außen am Stil der italienischen Hochrenaissance orientiert, während er bei der Innenarchitektur auf barocke Elemente zurückgriff. Zu dem im barocken elliptischen Grundriss angelegten Festsaal im Palais Dönhoff in der Berliner Wilhelmstraße verwendete er eine klassizistische Deckendekoration, ähnlich wie er die ovalen Säle im Potsdamer Marmorpalais und im Schloss Bellevue 1789 klassizistisch dekorierte, deren Form und Säulen dem Rokoko-Vorbild des Marmorsaals von Sanssouci folgen. Doch auch neugotische Formen, eigenwillig mit klassizistischen kombiniert, waren Langhans bei Bedarf nicht fremd und zwar beim Turmaufsatz der Marienkirche (Berlin-Mitte), der nach seinen Plänen 1789/90 von Carl Samuel Held und Georg Friedrich Boumann auf den gotischen Turm aufgesetzt wurde, und bei der Potsdamer Gotischen Bibliothek von 1792/94.
Bei seinen Studienreisen durch England lernte er den Klassizismus der Brüder Robert und James Adam kennen, den er bei seinen Entwürfen oft einsetzte. Seine klassizistischen Entwürfe brachten ihm zeitweise den Ruf eines „modernen Architekten“ ein. Ein von ihm häufig verwendetes architektonisches Element ist das Palladio-Motiv.

## Reputation

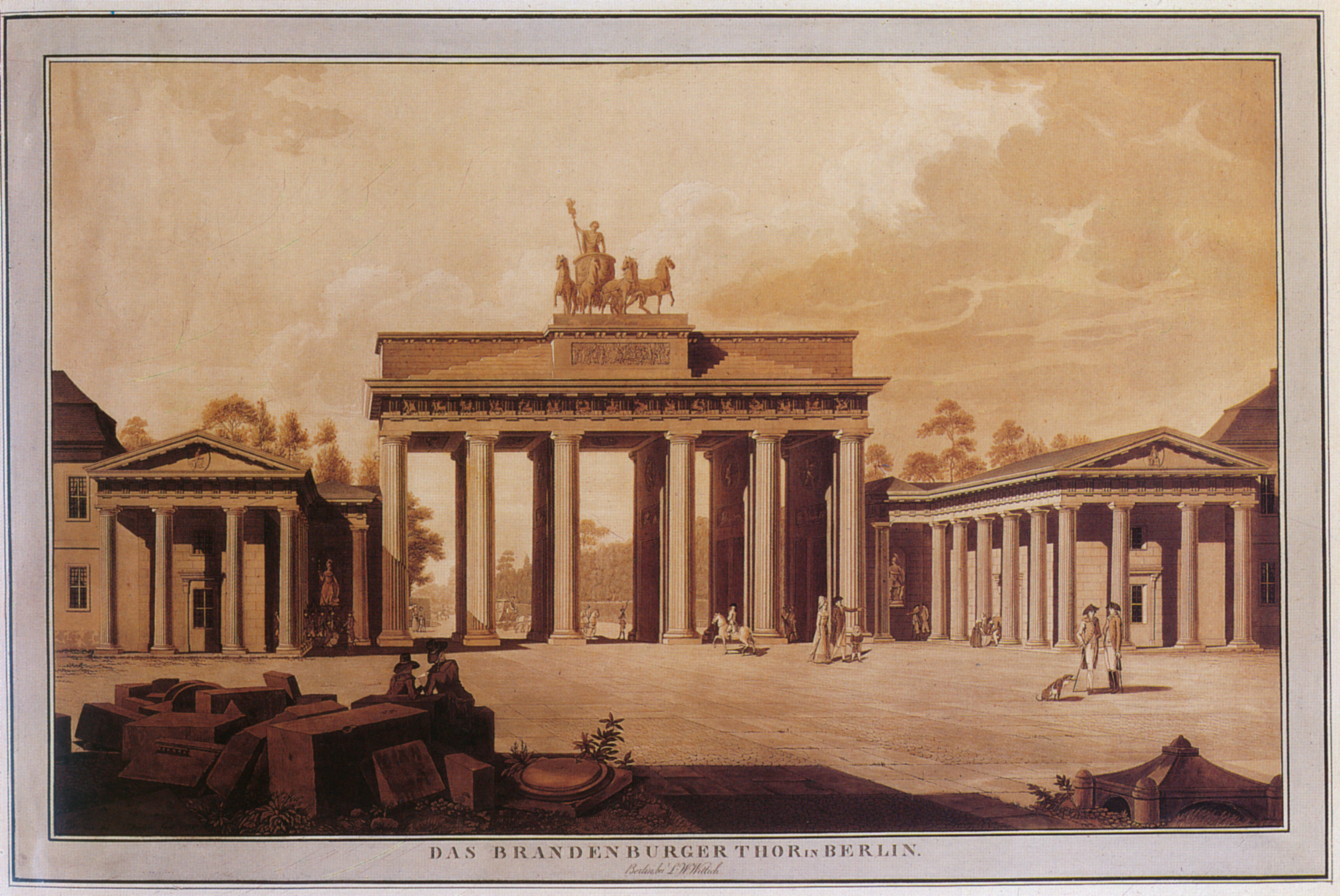
Das Brandenburger Tor in Berlin, 1794

Langhans hat als Architekt je nach Bauaufgabe und Auftraggeberwunsch mit verschiedenen Stilen gearbeitet. Dies hat ihm in der ersten Zeit der Erforschung seines Werks (um 1910 bis 1930) den negativen Ruf eingebracht, er sei ein Eklektiker gewesen, was man damals mit Beliebigkeit in Verbindung brachte. Die Rückbeziehung auf die Antike als mustergültige Lösung verschiedener Bauaufgaben gehörte aber zu den Kernpunkten der klassizistischen Architektur. So nannte auch Langhans in seinen Erläuterungen immer wieder antike Bauwerke als Vorbilder. Einige kannte er aus eigener Anschauung, den Großteil hatte er jedoch in Stichwerken studiert. In der Gartenarchitektur, in der mit Stilvielfalt verschiedene Stimmungen erzeugt werden sollten, setzte Langhans barocke und neogotische Elemente genauso ein wie Versatzstücke aus der Antike oder Entwürfe, die der französischen Revolutionsarchitektur nahe standen. Im Sinne eines frühen Historismus, der den Charakter des Bauwerks bei der Ergänzung bewahrte, entstand auch der Turmhelm der Marienkirche in neogotischen Formen.
Mit Blick auf das Brandenburger Tor sahen die Zeitgenossen in ihm den Architekten, „der Athens bewundertes Thor aus seinen Ruinen wieder emporhebt und durch Thürm und Palläste der Hauptstadt neuen Glanz verschafft – ein Meister der griechischen Baukunst.“ In einem Nachruf in den Schlesischen Provinzialblättern von 1808 hieß es: „In Schlesien begann durch ihn ein besserer Geschmack in der Baukunst und in allen Künsten u. Gewerben, die sie beschäftiget.“ Langhans’ letzter großer Bau, das Nationaltheater auf dem Gendarmenmarkt (1800–1802), rief allerdings Kritik wegen des als klobig empfundenen Daches hervor, in dem Langhans mithilfe einer stützenfreien Bohlenbinderkonstruktion Platz für einen großen Malsaal geschaffen hatte. Auch war die Akustik in dem sehr großen Theater nicht zufriedenstellend.
Das von Langhans eingerichtete Marmorpalais als Residenz von König Friedrich Wilhelm II. gilt als das erste im Stile des Klassizismus entstandene preußische Schloss. Es liegt im Neuen Garten in der heutigen brandenburgischen Landeshauptstadt Potsdam, ehemals Residenzstadt der Hohenzollern, und gilt noch heute als Paradebeispiel des Frühklassizismus in Preußen. Auch der Speisesaal im Berliner Palais des Justizministers Zedlitz war von den Zeitgenossen über die Maßen gelobt worden.
Wenn Langhans und David Gilly als Schöpfer des Berliner Klassizismus heute auch im Schatten des jüngeren Karl Friedrich Schinkel stehen, der – von ihnen geschult – klassizistisch begann und mit der modischen Neugotik endete, so waren sie doch zu Lebzeiten unangefochten die bedeutendsten preußischen Baumeister.

## Gedenken

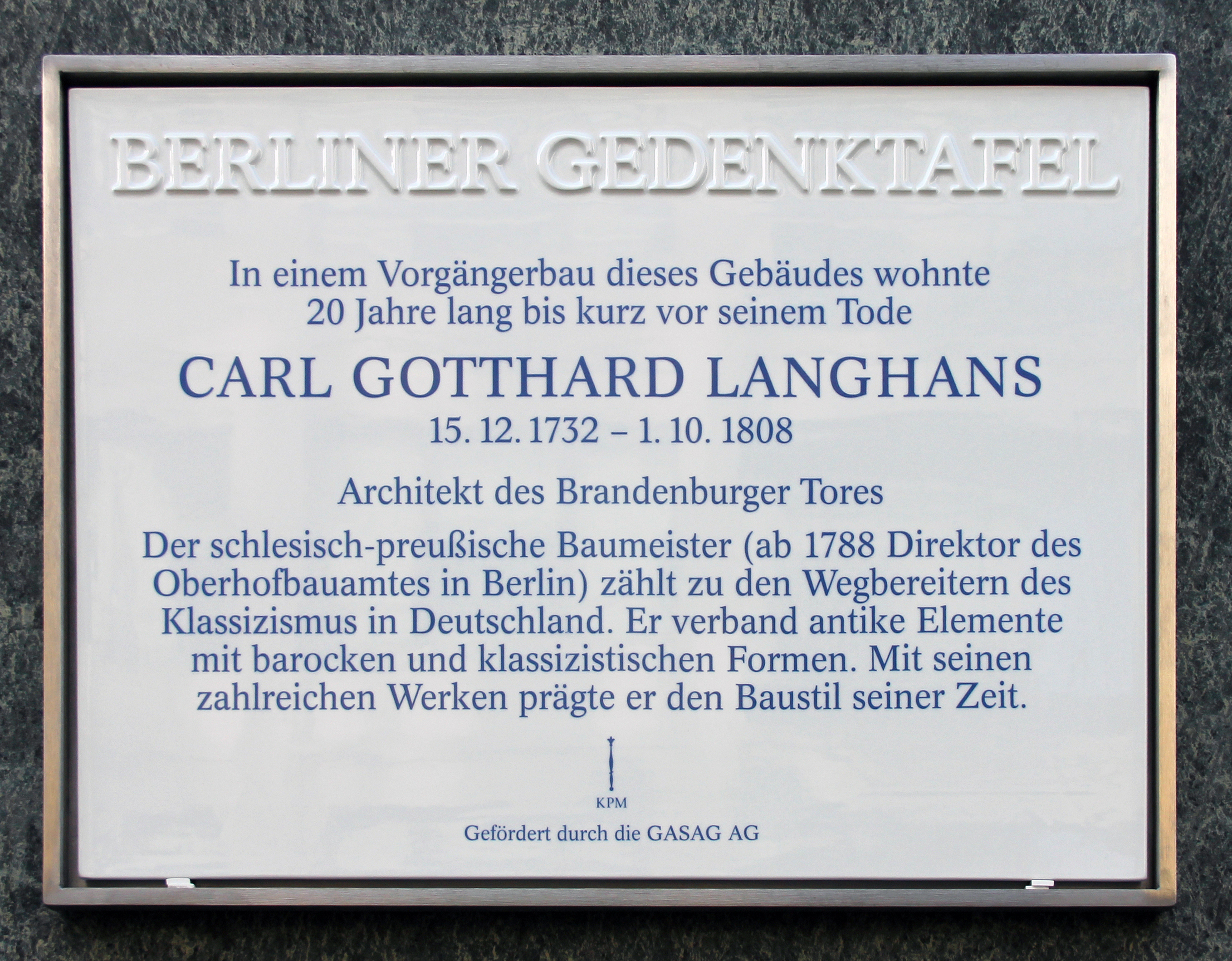
Berliner Gedenktafel für Carl Gotthard Langhans, Charlottenstraße 48 in Berlin-Mitte

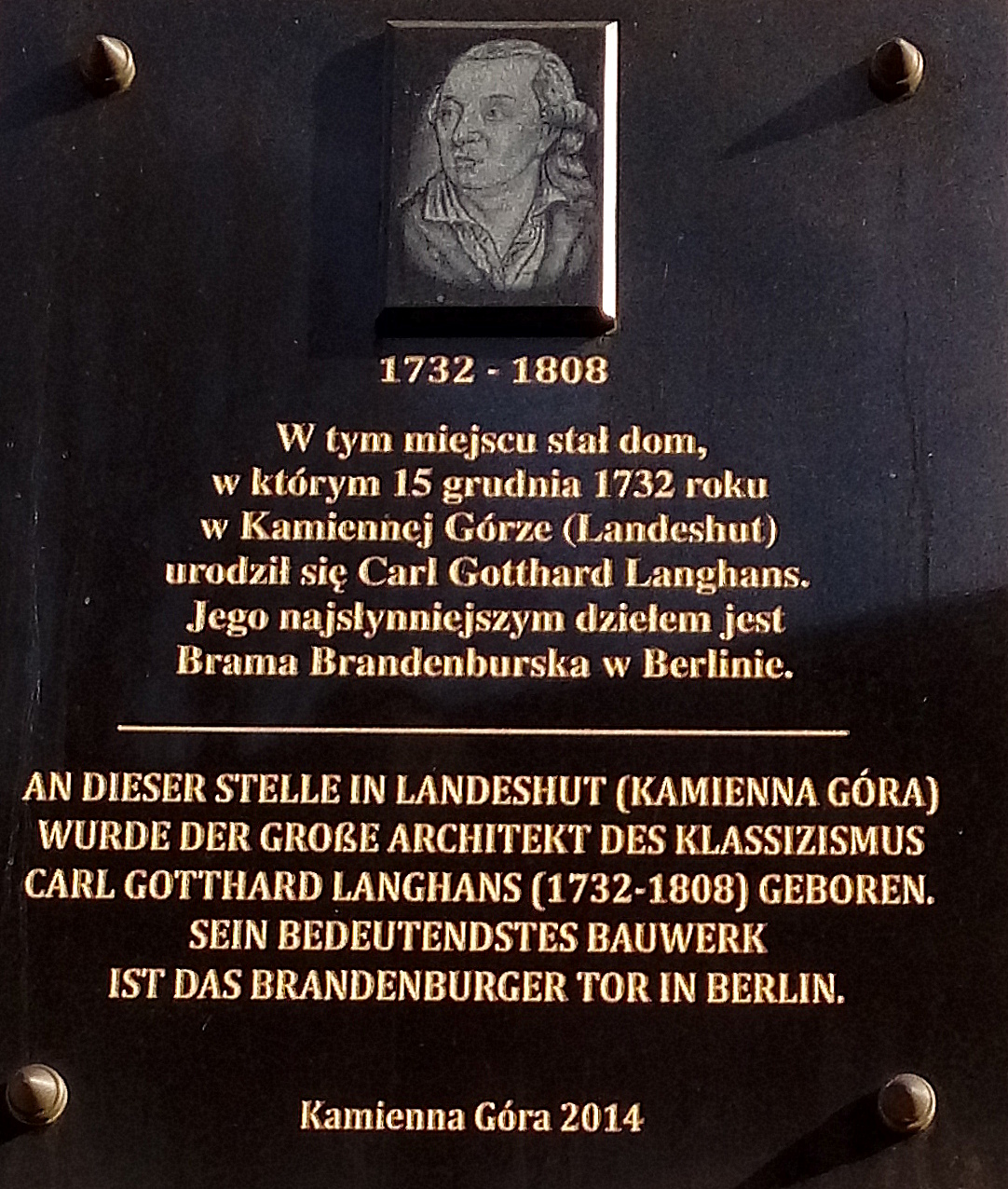
Gedenktafel für Carl Gotthard Langhans in Kamienna Góra (Landeshut)

Die Bundesrepublik Deutschland würdigte Langhans zu seinem 250. und seinem 275. Geburtstag durch die Herausgabe von Sonderbriefmarken. So erschien eine 80-Pfennig-Marke am 10. November 1982 (Motiv: Das Schlosstheater in Charlottenburg um 1790) und eine 55-Cent-Marke am 27. Dezember 2007 (Motiv: Das Brandenburger Tor).
Seit 2014 erinnert in Kamienna Góra (Landeshut) eine Gedenktafel am Ort des nicht mehr existenten Geburtshauses an Carl Gotthard Langhans. Ein Teil des Stadtparks wurde nach Langhans benannt (skwer Langhansa Carla Gottharda).
In Berlin-Kreuzberg wurde 2017 auf den Friedhöfen vor dem Halleschen Tor (Friedhofsteil Jerusalems- und Neue Kirche III) in einem umgewidmeten Mausoleum (Ruhestätte der Geschwister Massute) eine Gedenkstätte für Carl Gotthard Langhans und Carl Ferdinand Langhans eingerichtet. Hier zeigt die Carl-Gotthard-Langhans-Gesellschaft Berlin eine Ausstellung zu Leben und Werk dieser beiden schlesisch-preußischen Architekten und veranstaltet Vorträge. Am 1. Oktober 2018 (210. Todestag) wurde eine Berliner Gedenktafel für Carl Gotthard Langhans am Ort seines ehemaligen Wohnhauses in der Charlottenstraße in Berlin-Mitte enthüllt.

## Werke
Ein umfangreiches Werkverzeichnis findet man in dem Aufsatz von Hartwig Schmidt. Hier sind einige wichtige Werke aufgeführt:
- Evangelische Kirche „Schifflein Christi“ in Glogau (1764–1773), 1962 abgebrochen, 2003 als Lapidarium wiederhergestellt.
- Umbau Schloss Trachenberg in Niederschlesien (1765), 1945 zerstört
- Treppenhaus und Muschelsaal im Schloss Rheinsberg (1766–1769), erhalten
- Das Palais Hatzfeld in Breslau (1765–1773; der Hauptentwurf stammt von Isidor Canevale), 1945 und danach bis auf den Portikus zerstört
- Speisesaal im Palais des Justizministers von Zedlitz in Berlin (1775–1776), zerstört
- Schloss Romberg (Samotwór) bei Canth (1776–1781), als Hotel Palac Alexandrów erhalten
- Mielżyński-Palast in Pawłowice (1778–1783), erhalten
- Schloss Dyhernfurth in Niederschlesien (1780–1785), rekonstruiert
- Pyramide in Rosen, Kreis Kreuzburg/Schlesien (1780), erhalten
- Theater Zur kalten Asche Breslau (1782); nach dem Neubau des Stadttheaters an anderem Ort (1838–1841, durch Carl Ferdinand Langhans) abgerissen
- Das Palais Wallenberg-Pachaly in Breslau (1785–1787), erhalten
- Evangelische Kirche in Waldenburg (1785–1788), erhalten
- Evangelische Kirche in Groß Wartenberg (1785–1789), erhalten
- Innenausstattung von Schloss Quilitz (dem später von Schinkel umgebauten Schloss Neuhardenberg) (um 1786), teilweise erhalten
- Mohrenkolonnaden Berlin-Mitte Mohrenstraße 37b und 40/41 (1787), erhalten[8]
- Anatomisches Theater der Tierarzneischule in Berlin (1787–1790), erhalten
- Belvedere im Schlosspark, Berlin-Charlottenburg (1788–1790), erhalten
- Sternwarte Halle (1788), erhalten
- Festsaal im Niederländischen Palais, Berlin (1789–1790), zerstört
- Turmhelm der evangelischen Marienkirche, Berlin-Mitte (1789–1790), erhalten
- Pfeilersaal im Berliner Schloss (1789–1791), zerstört
- Tanzsaal im Schloss Bellevue, Berlin-Tiergarten (1789–1790), erhalten
- Inneneinrichtung des Marmorpalais (1789–1791) im Neuen Garten von Potsdam, erhalten
- Das Brandenburger Tor zu Berlin (1789–1791), erhalten
- Theater für das Schloss Charlottenburg, Berlin (1787–1791), erhalten; ist seit 2022 neuer Standort des Käthe-Kollwitz-Museums
- Pyramide im Potsdamer Neuen Garten (1791–1792), erhalten
- Orangerie im Potsdamer Neuen Garten (1791–1793), erhalten
- Gotische Bibliothek im Potsdamer Neuen Garten (1792–1794), erhalten/rekonstruiert
- Evangelische Kirche in Reichenbach (1795–1798), erhalten
- Evangelische Kirche in Giersdorf (1796–1797), erhalten (Langhans als Baumeister nicht gesichert)
- Plan der Fasanerie in Poremba [Poręba (powiat pszczyński)] bei Pless (1800), erhalten
- Dreifaltigkeitskirche in Rawicz (1802 entworfen, 1803 bis 1808 errichtet), erhalten
- Königliches Nationaltheater, Berlin (1800–1802), Vorgängerbau des Schauspielhauses, 1817 abgebrannt
- Herrenhaus Kehnert (1803), erhalten

## Bilder

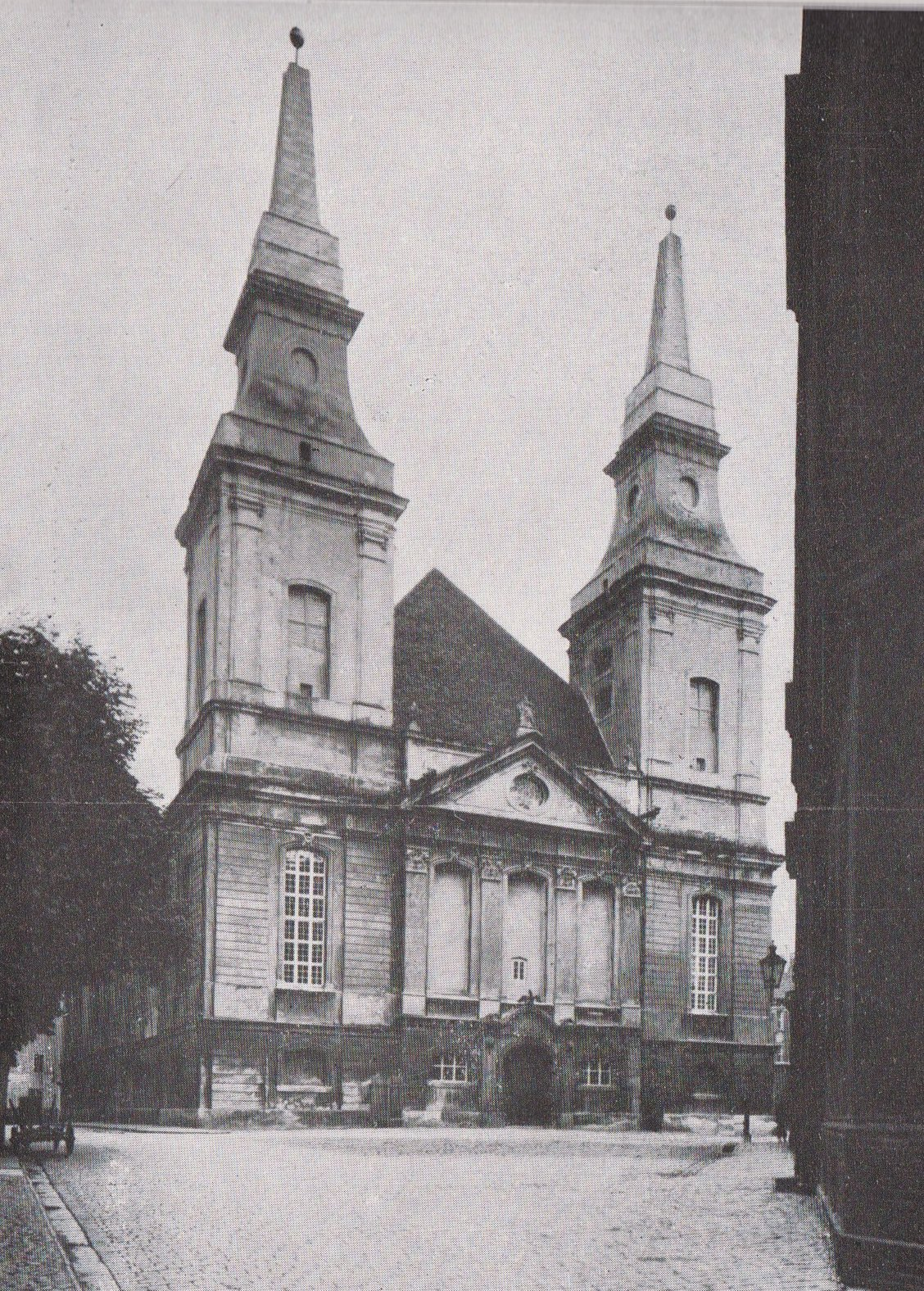
Ev. Kirche Glogau (ab 1764)
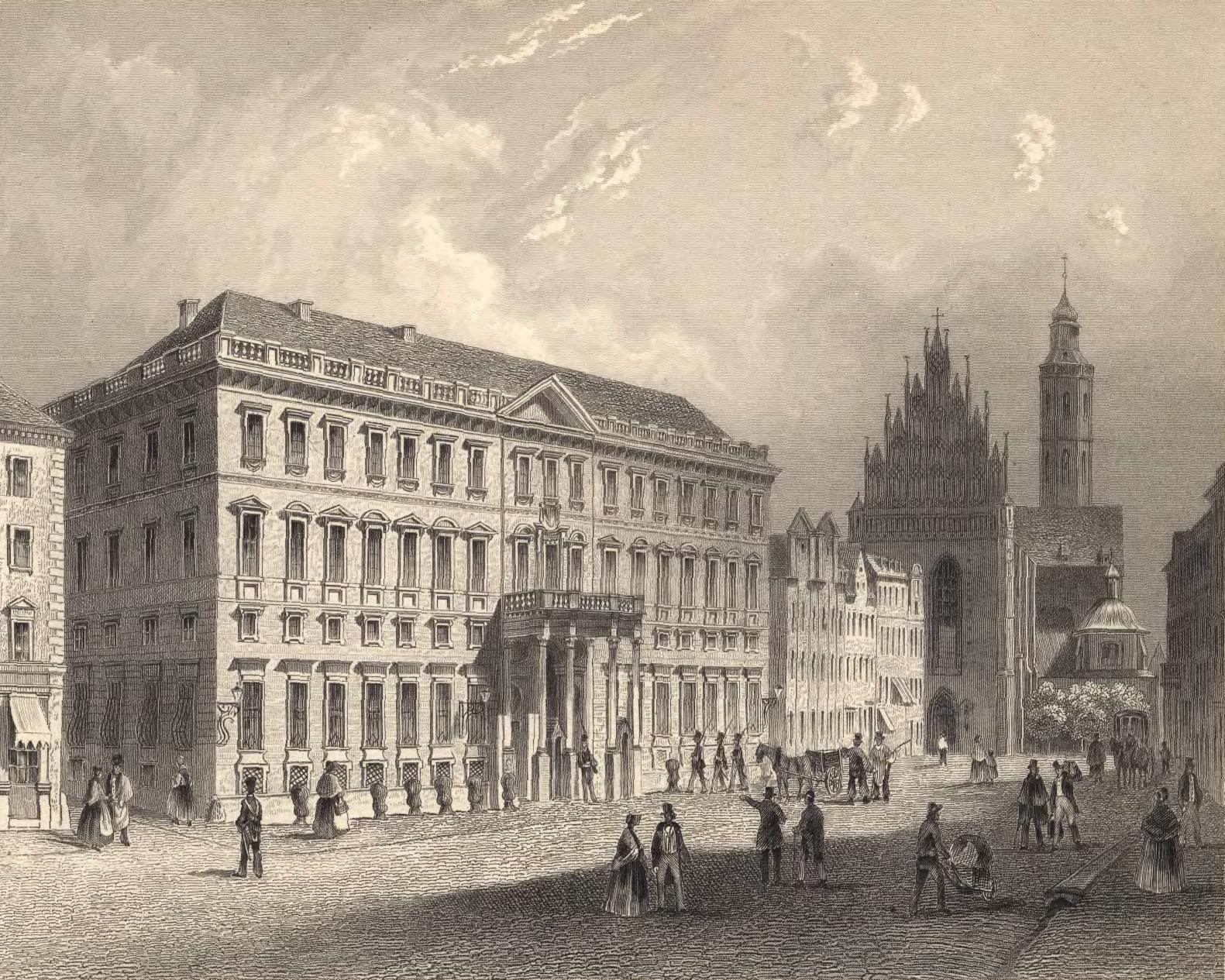
Palais Hatzfeld (ab 1765)
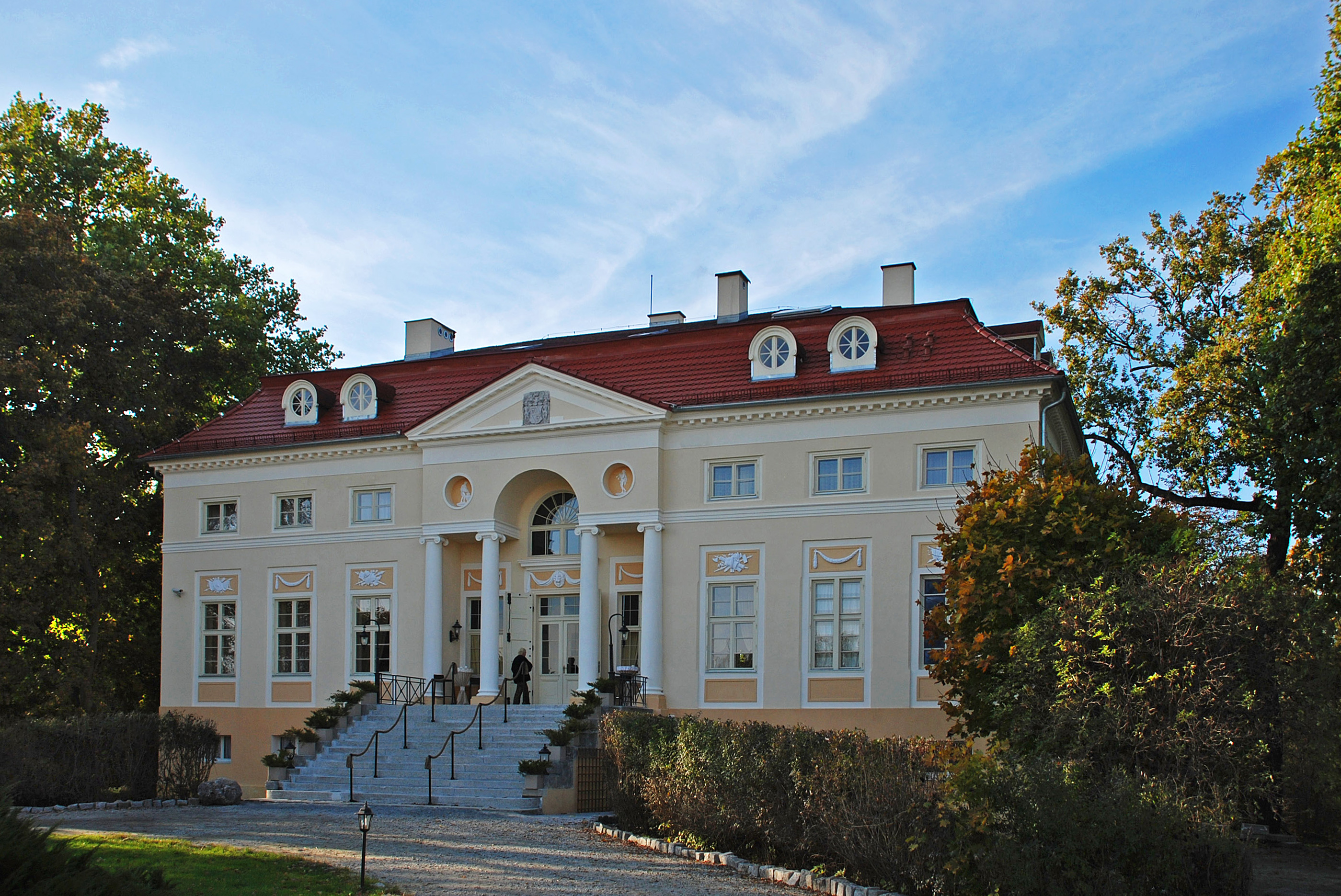
Schloss Romberg (Schlesien) (ab 1776)
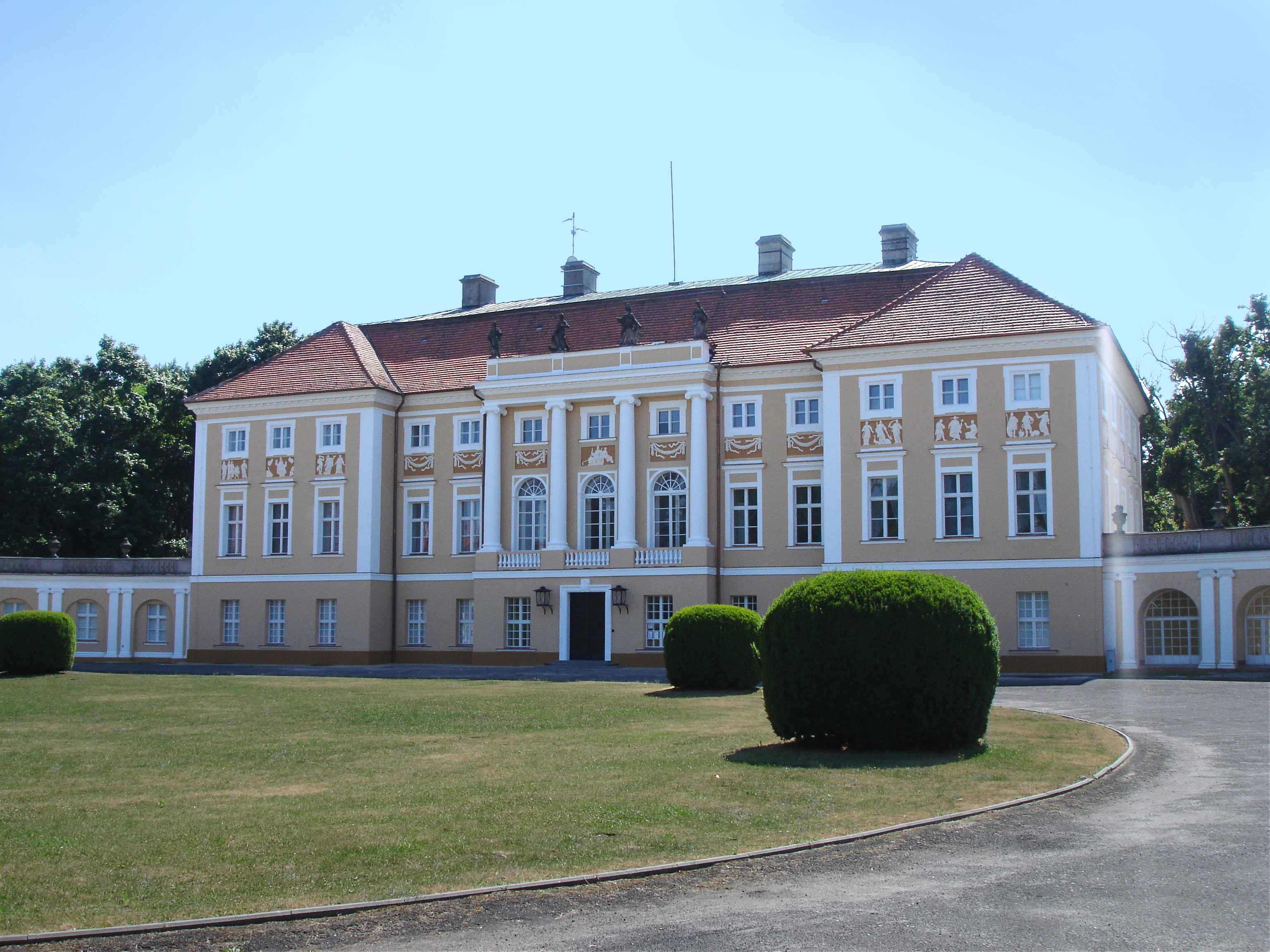
Mielżyński-Palast, Polen (ab 1778)
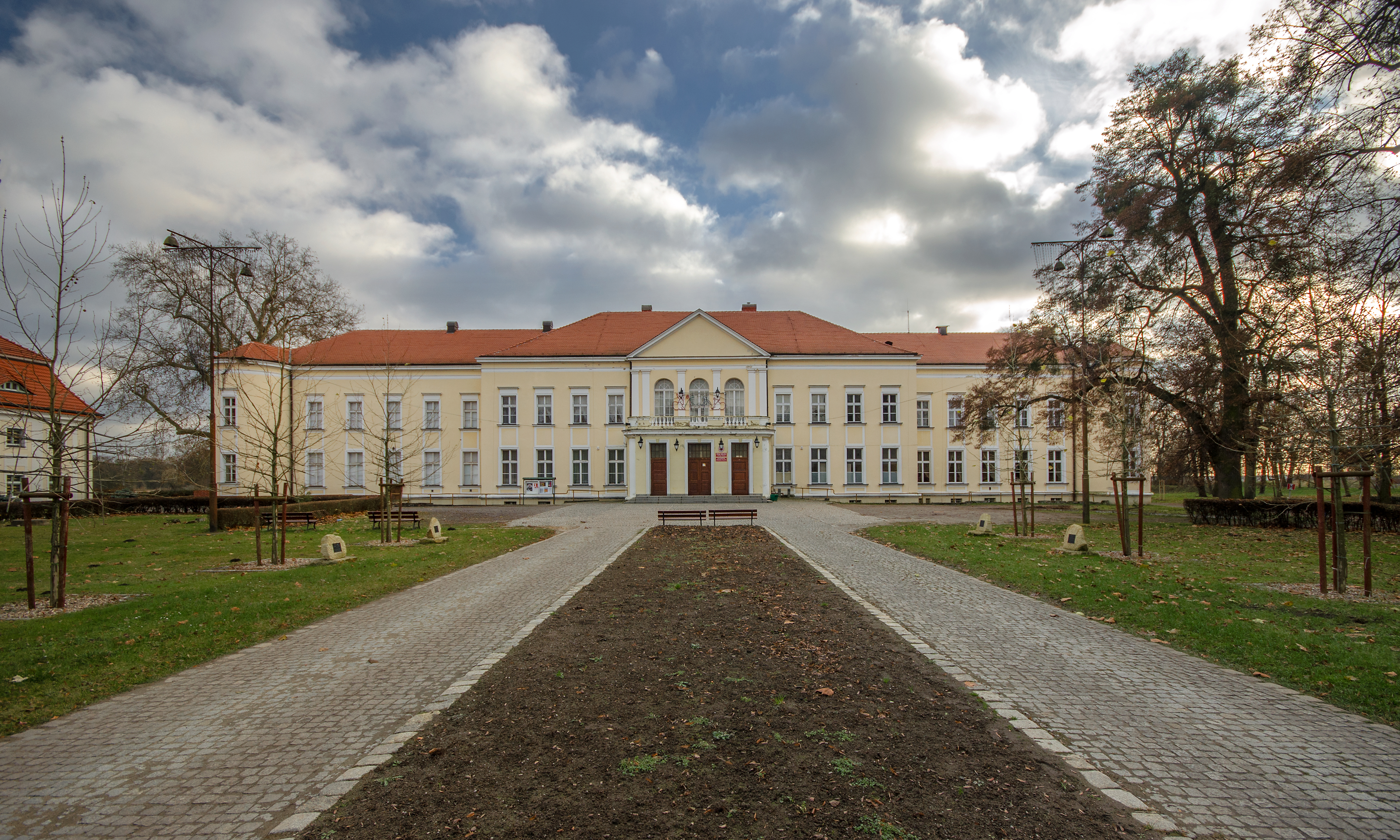
Schloss Dyhernfurth (1780–1785)
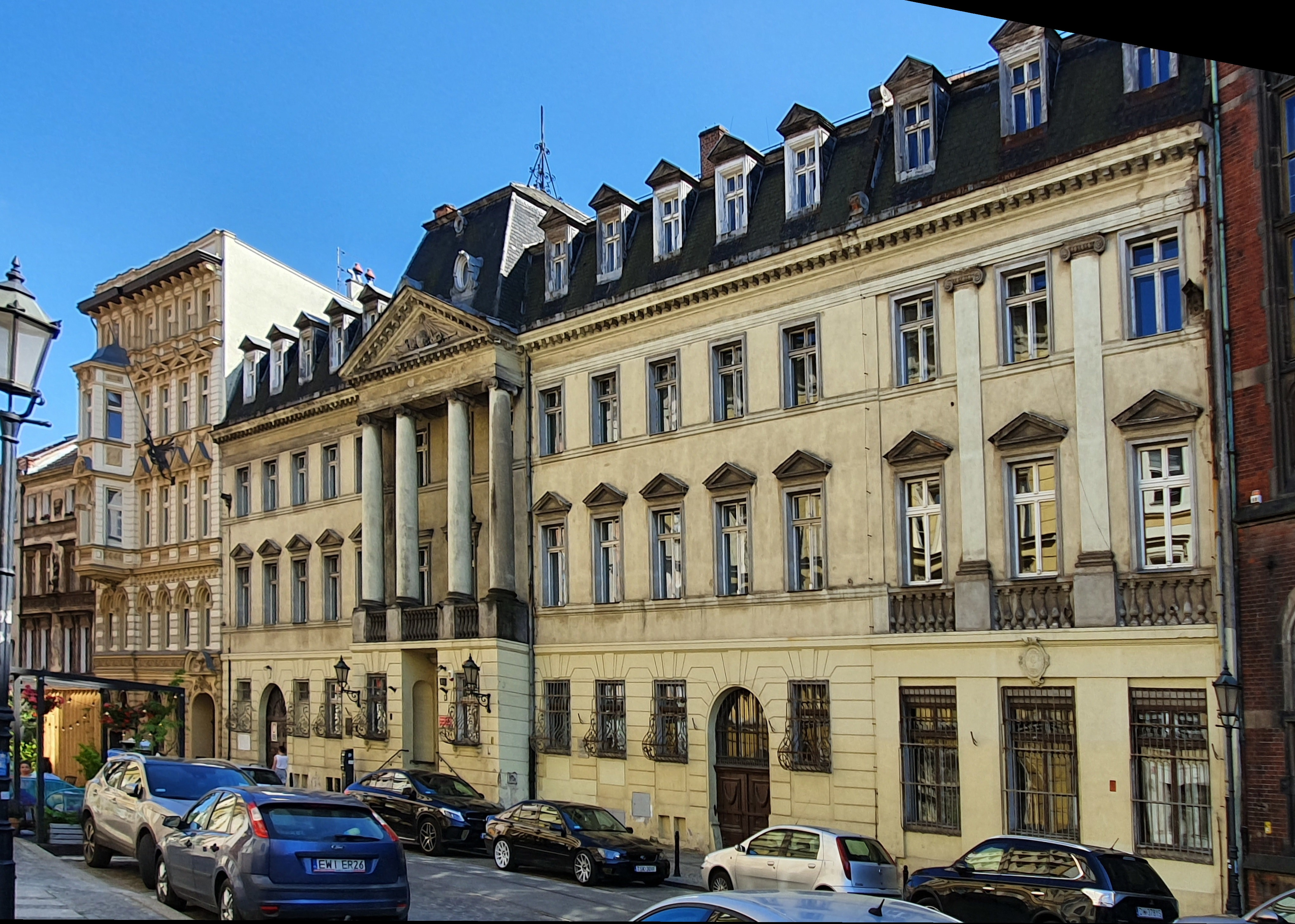
Wallenberg-Pachaly-Palais in Breslau (ab 1785)
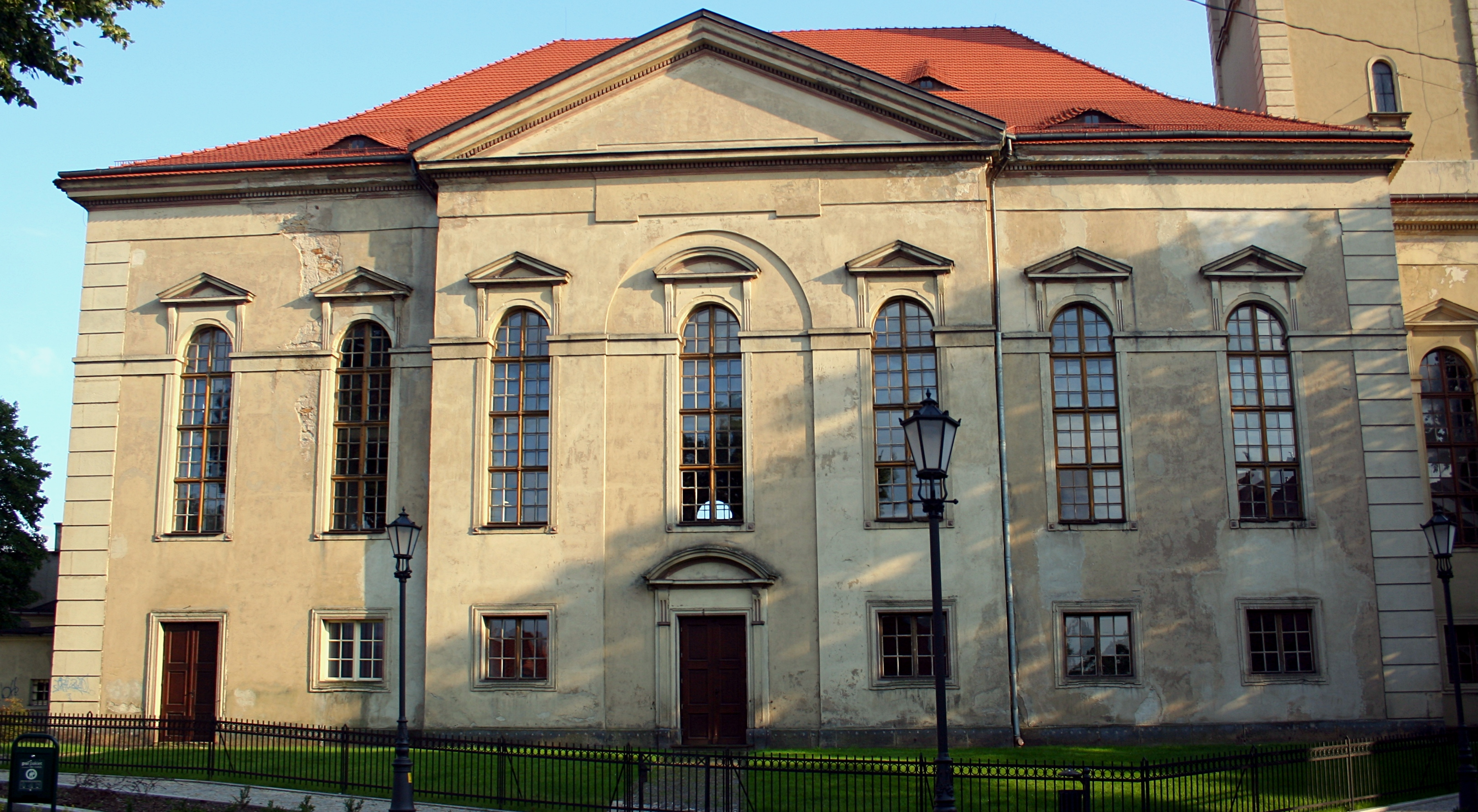
Erlöserkirche in Waldenburg (ab 1785)
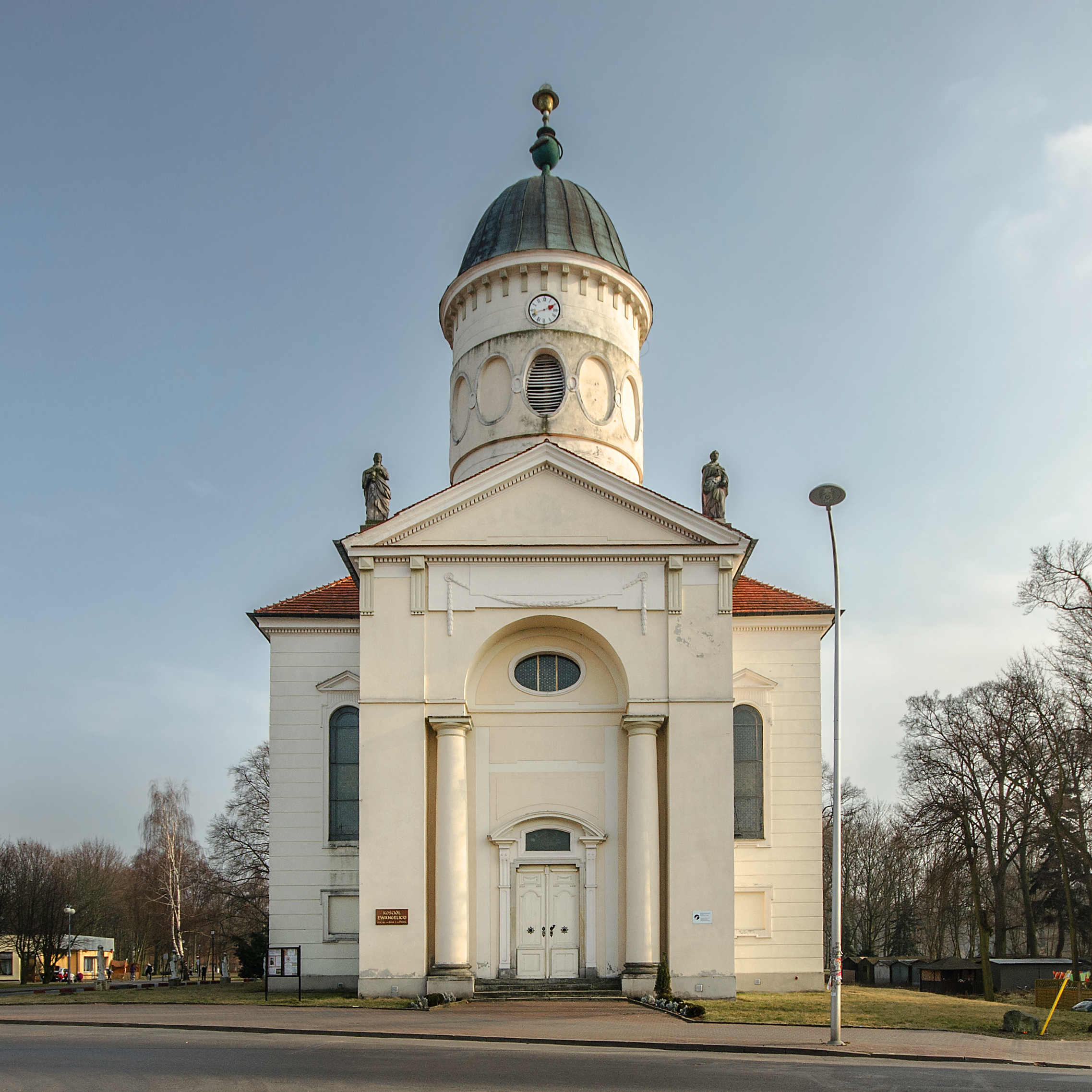
Evangelische Kirche in Groß Wartenberg (ab 1785)
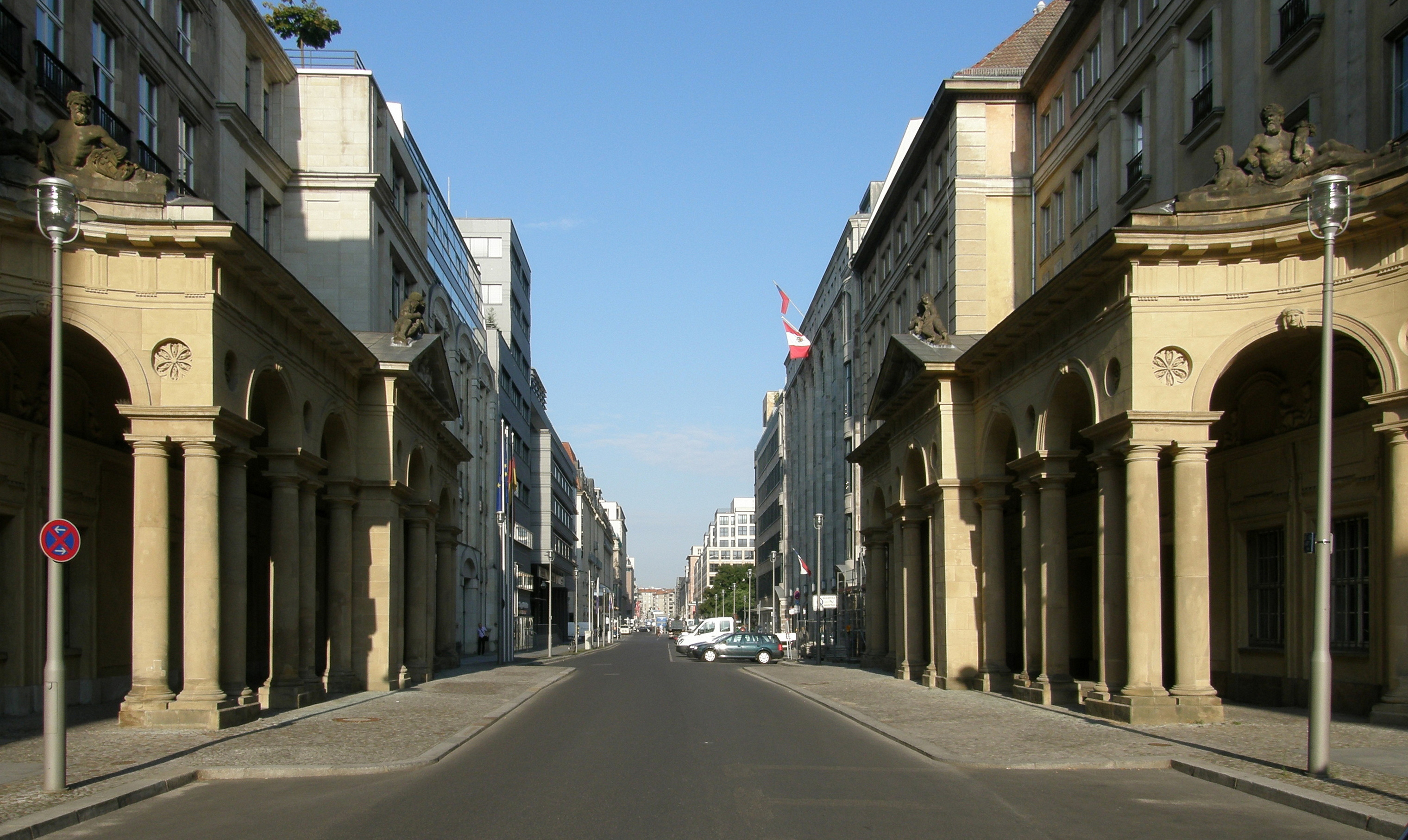
Mohrenkolonnaden, Berlin-Mitte (1787)
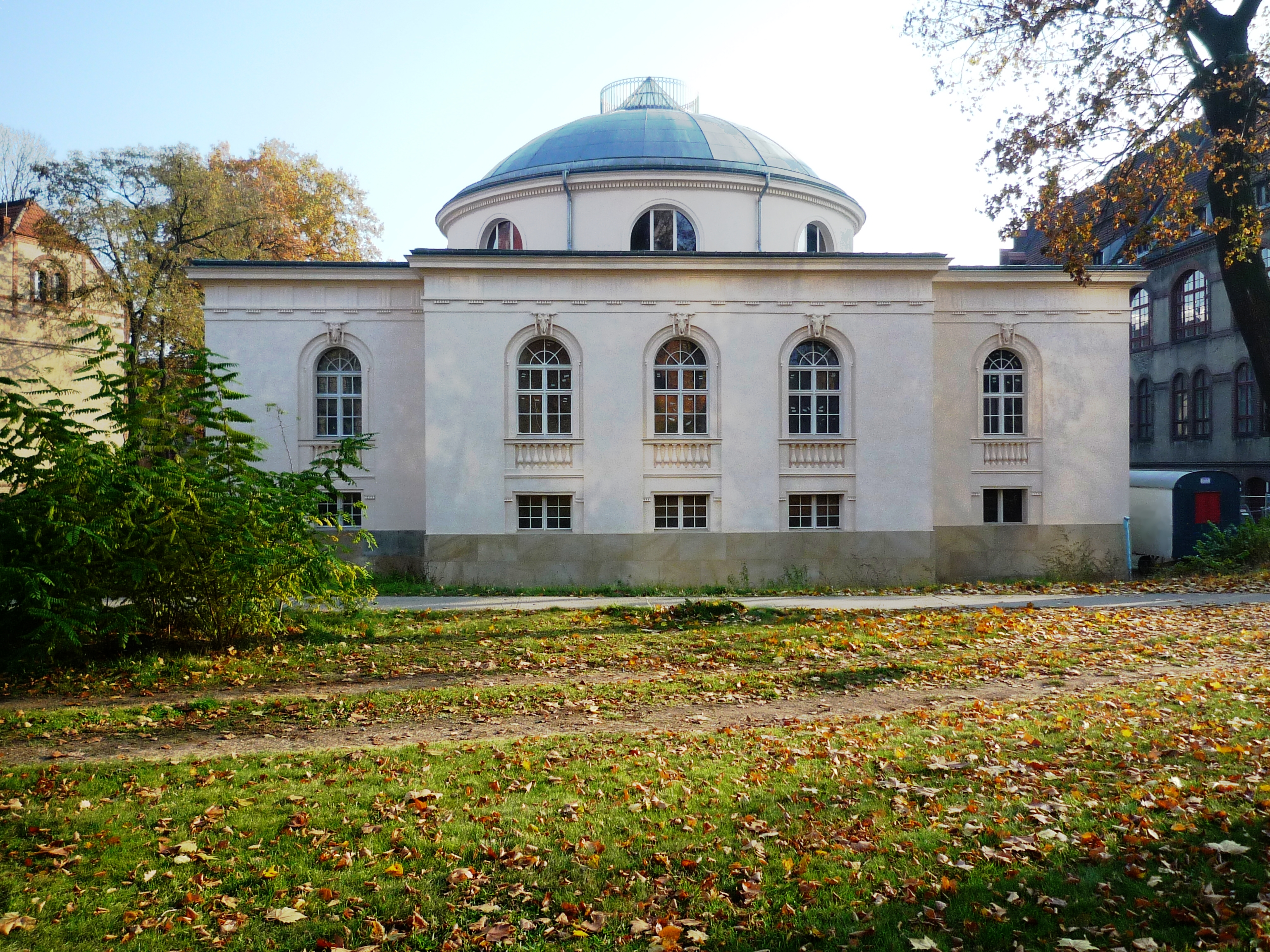
Anatomisches Theater der Tierarzneischule, Berlin (1787)
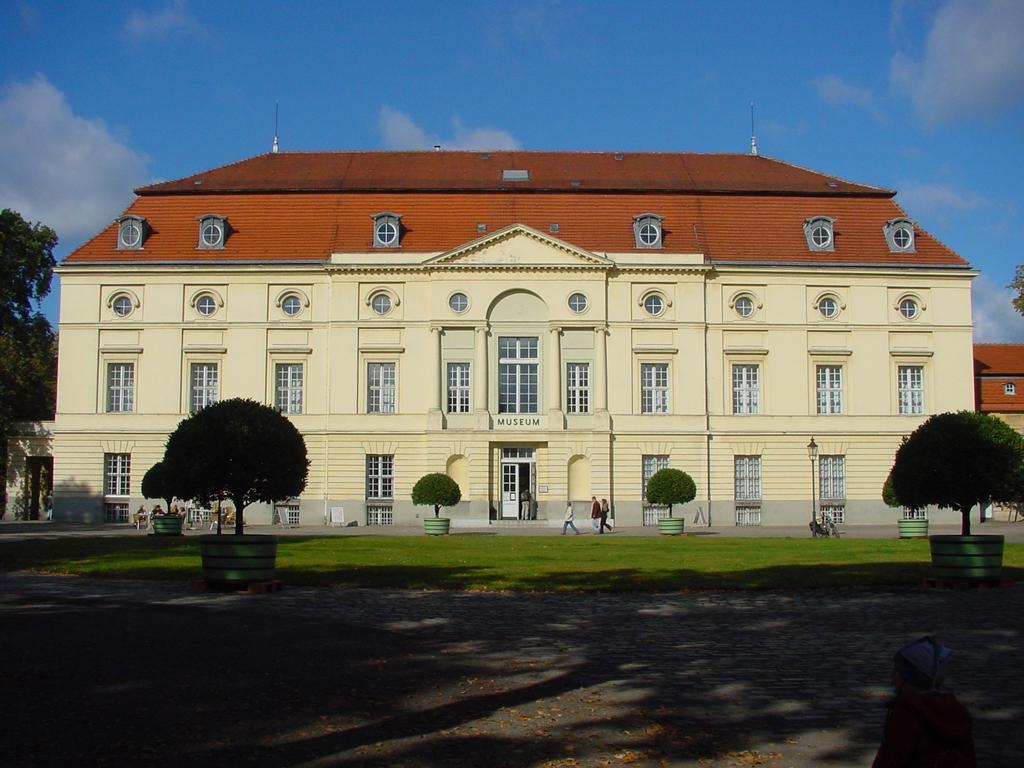
Schlosstheater Charlottenburg (ab 1787)
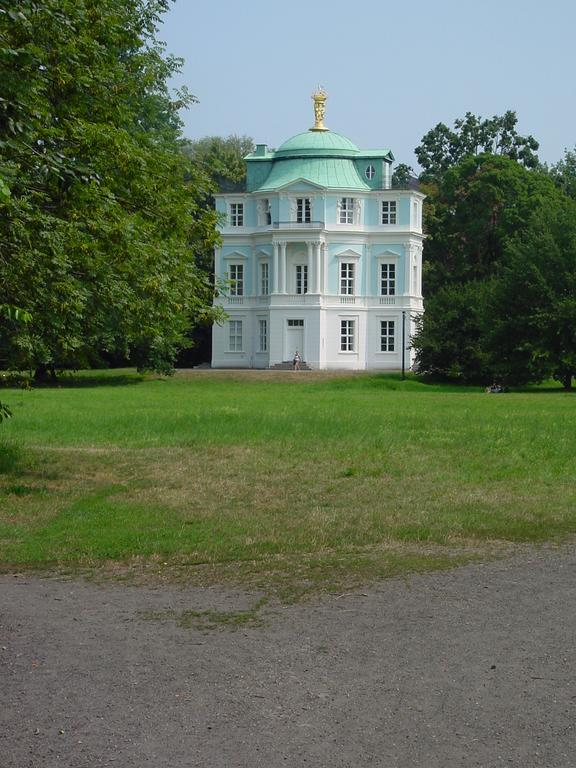
Belvedere (ab 1788)
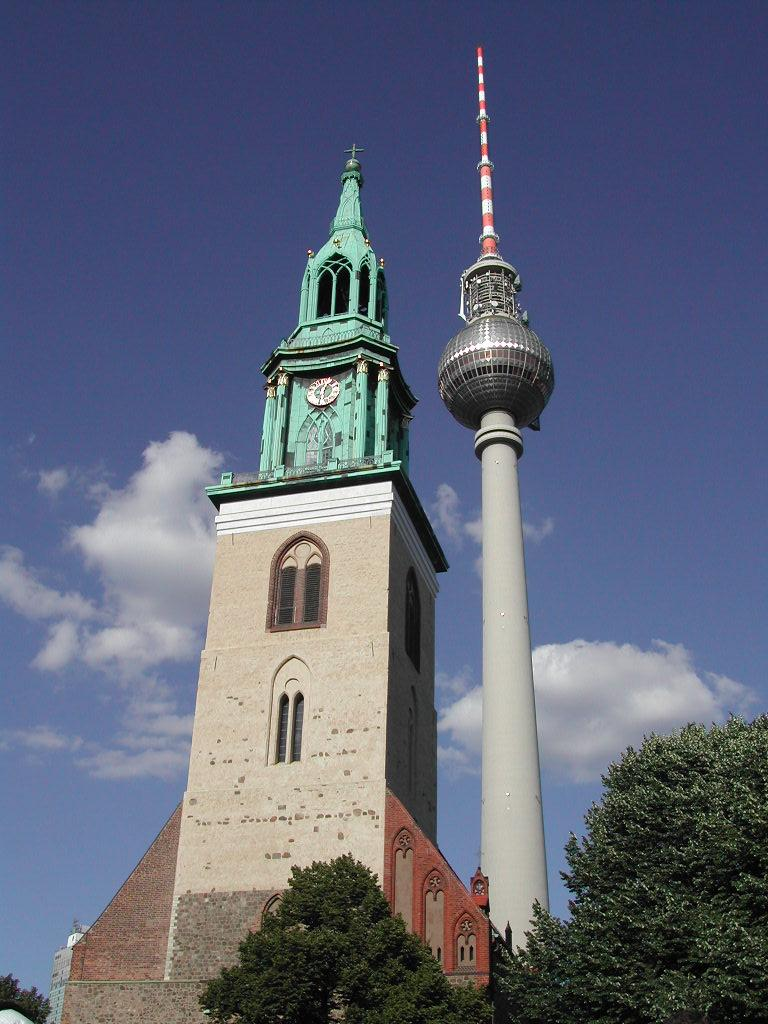
Turmhelm Marienkirche (Berlin-Mitte) (ab 1789)
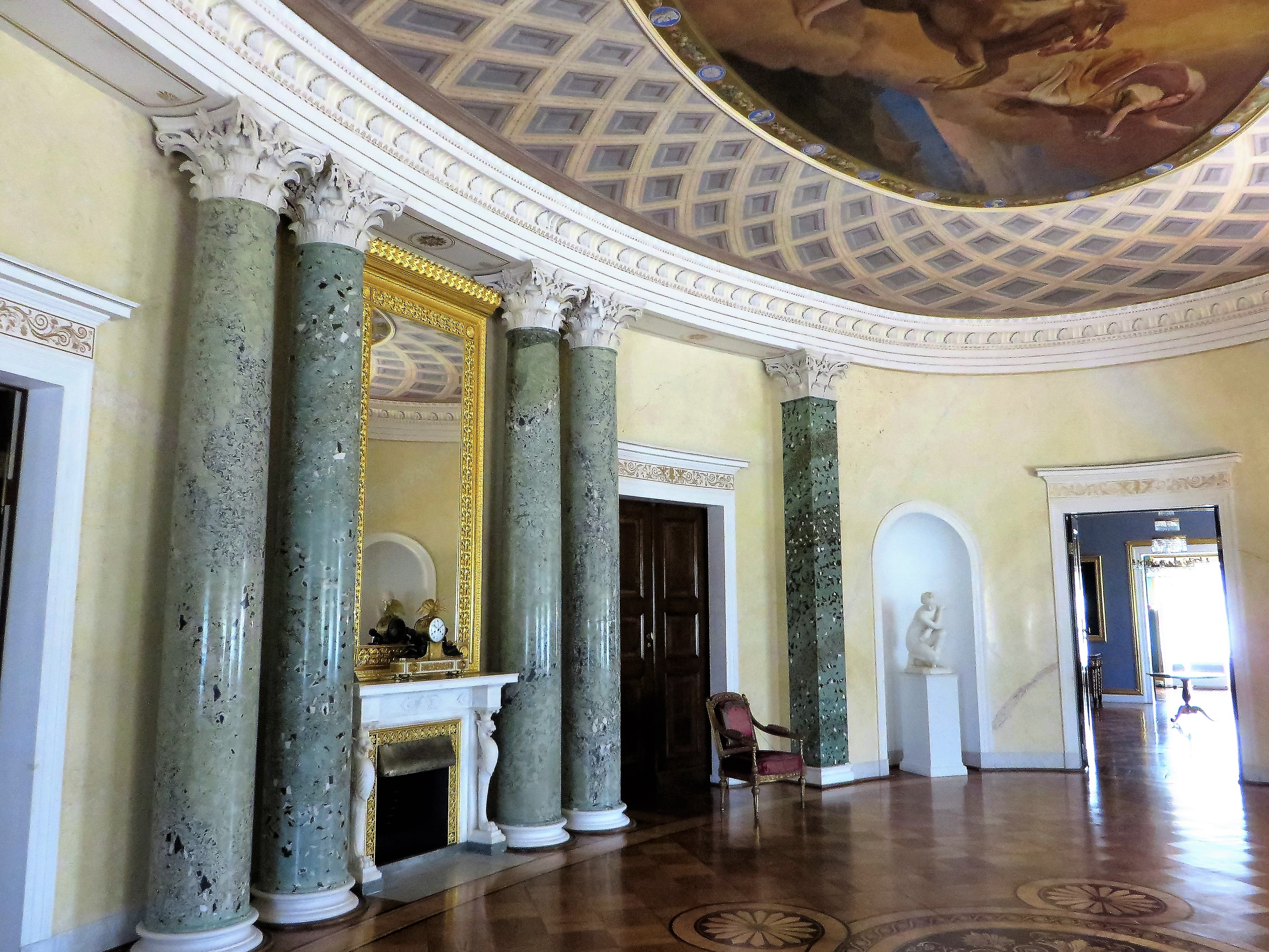
Ovaler Saal im Marmorpalais, Potsdam (ab 1789)
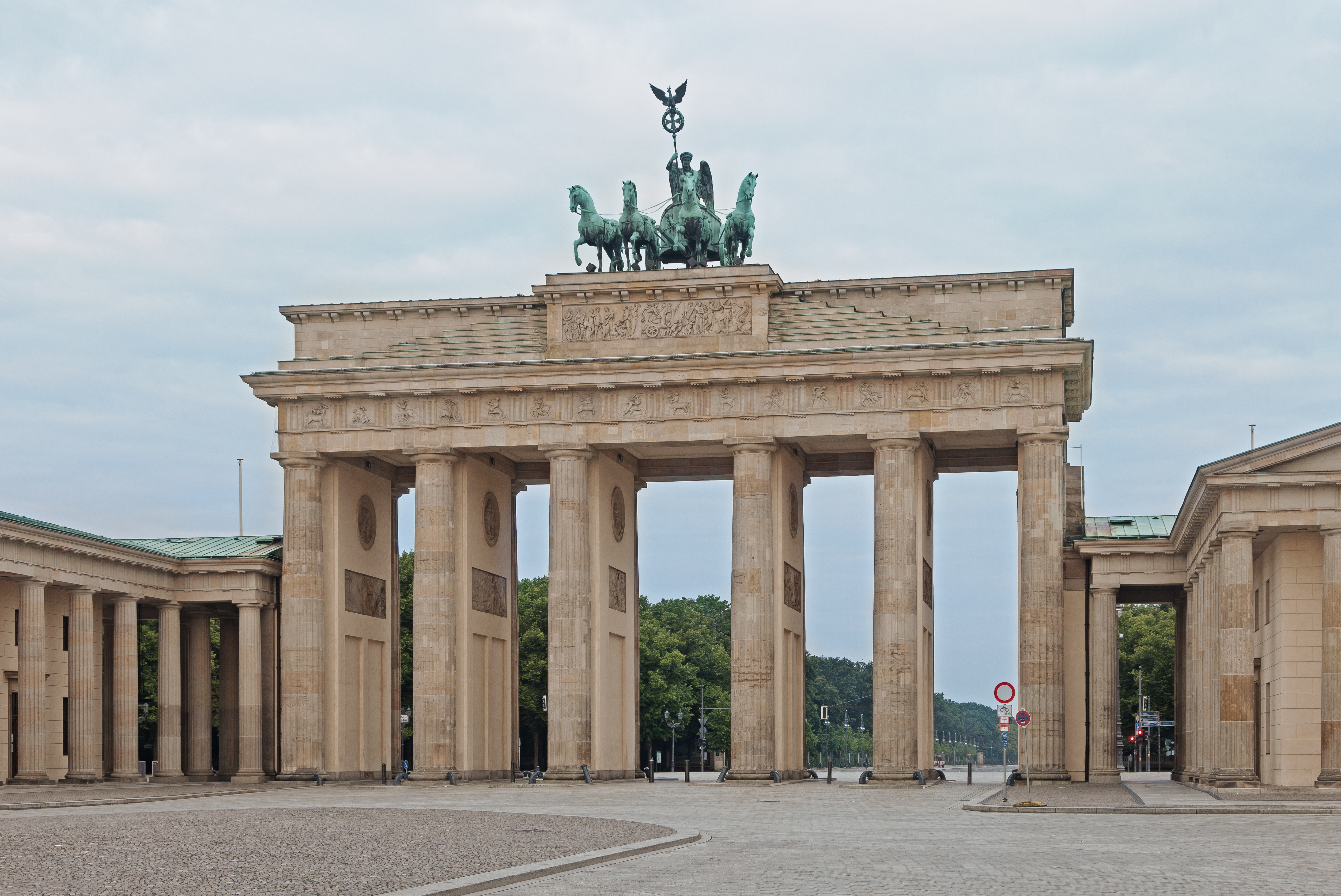
Brandenburger Tor in Berlin (ab 1789)
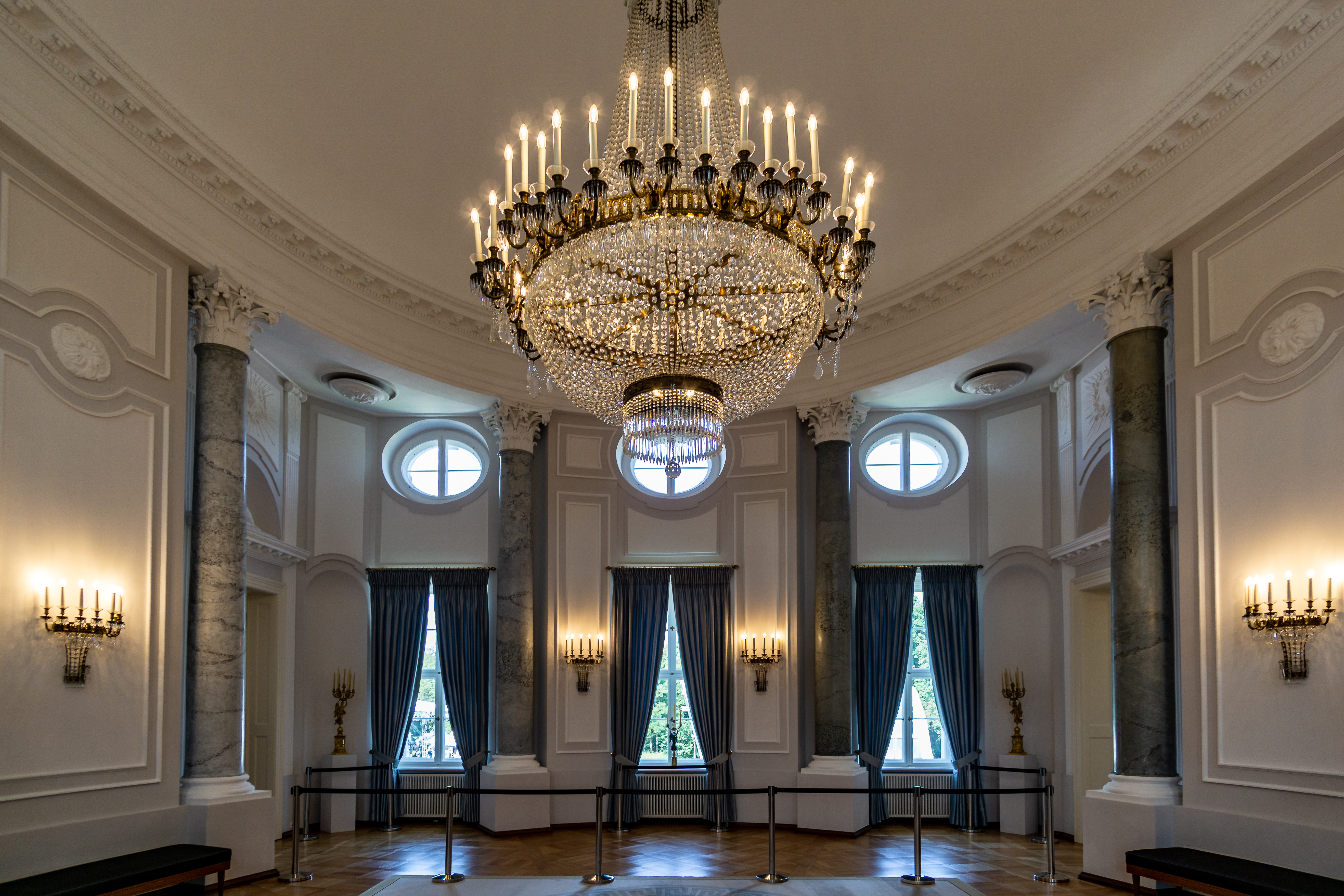
Tanzsaal im Schloss Bellevue, Berlin-Tiergarten (1789–1790)
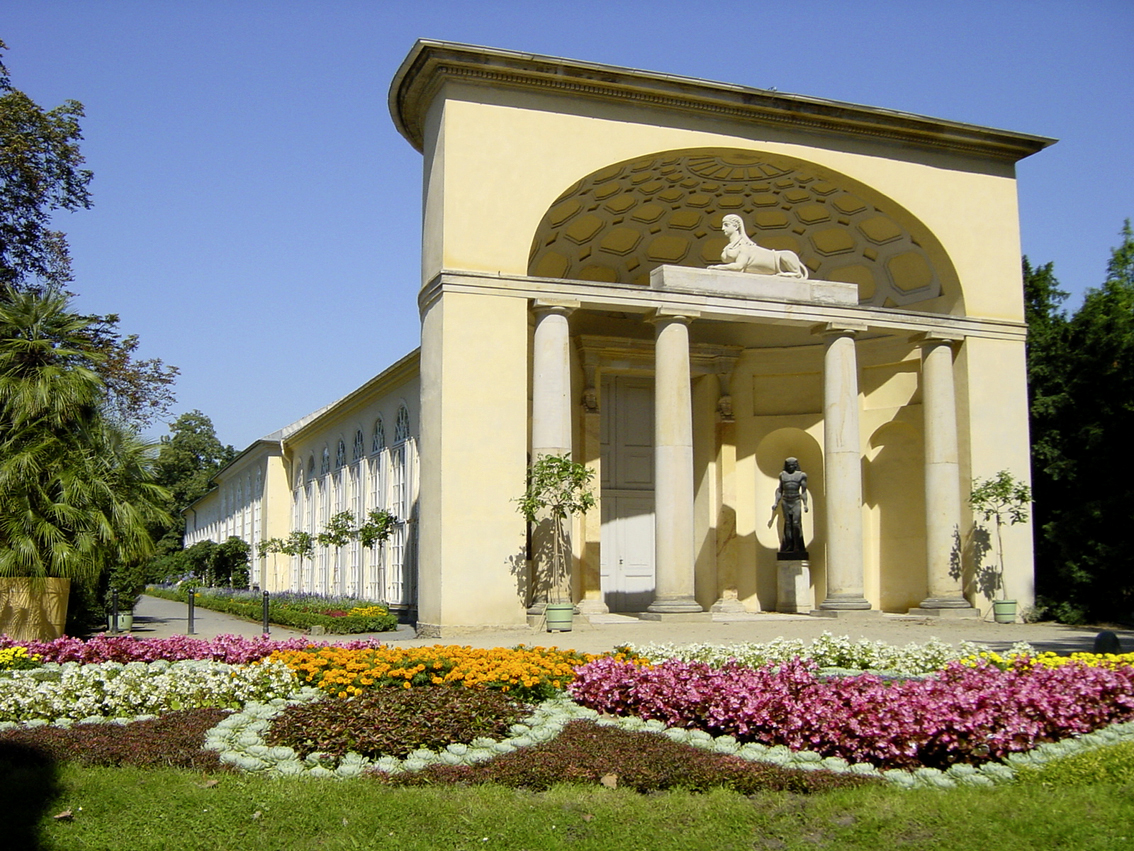
Orangerie im Potsdamer Neuen Garten (1791–1793)
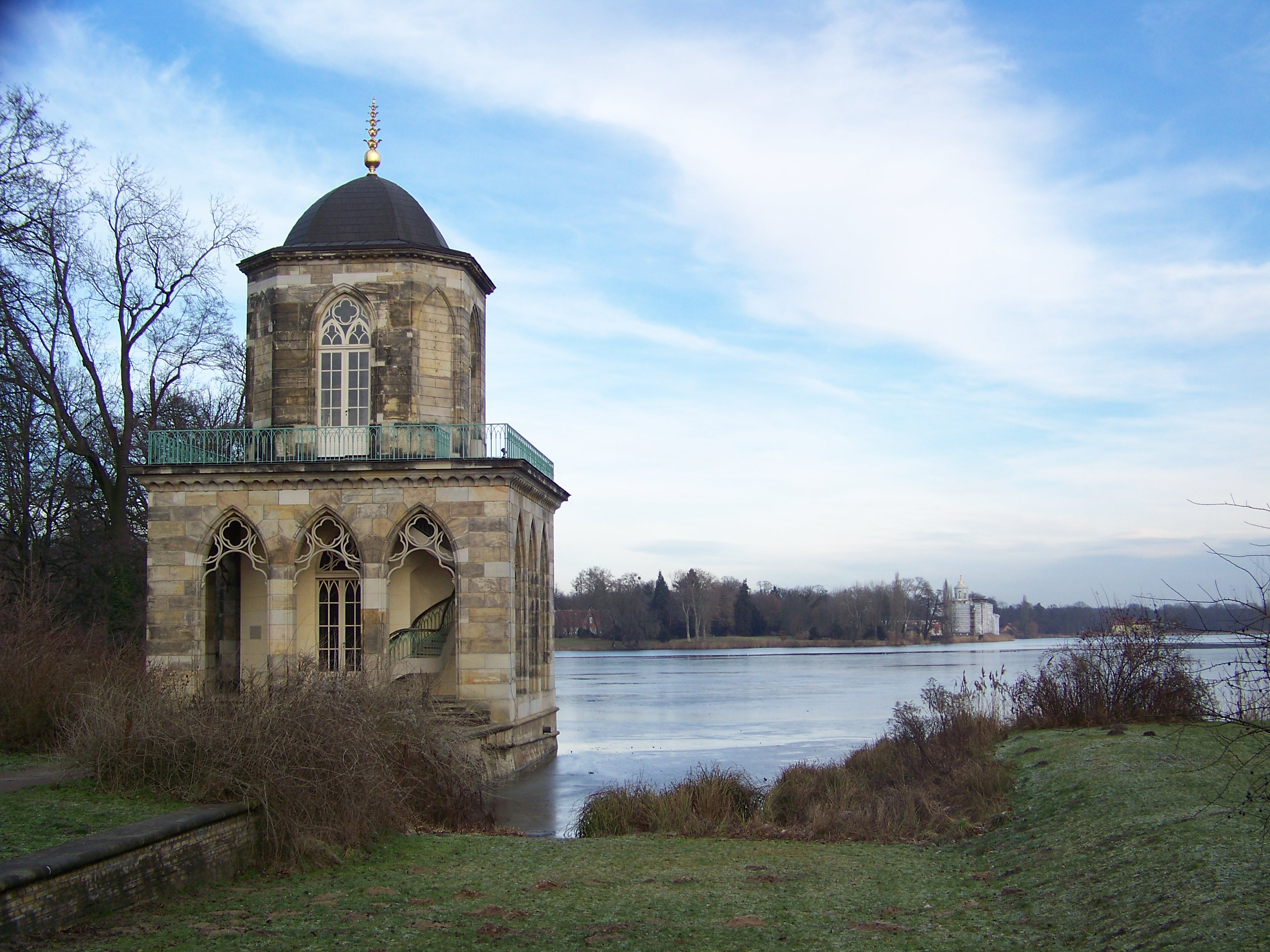
Gotische Bibliothek im Neuen Garten (1792–1794)
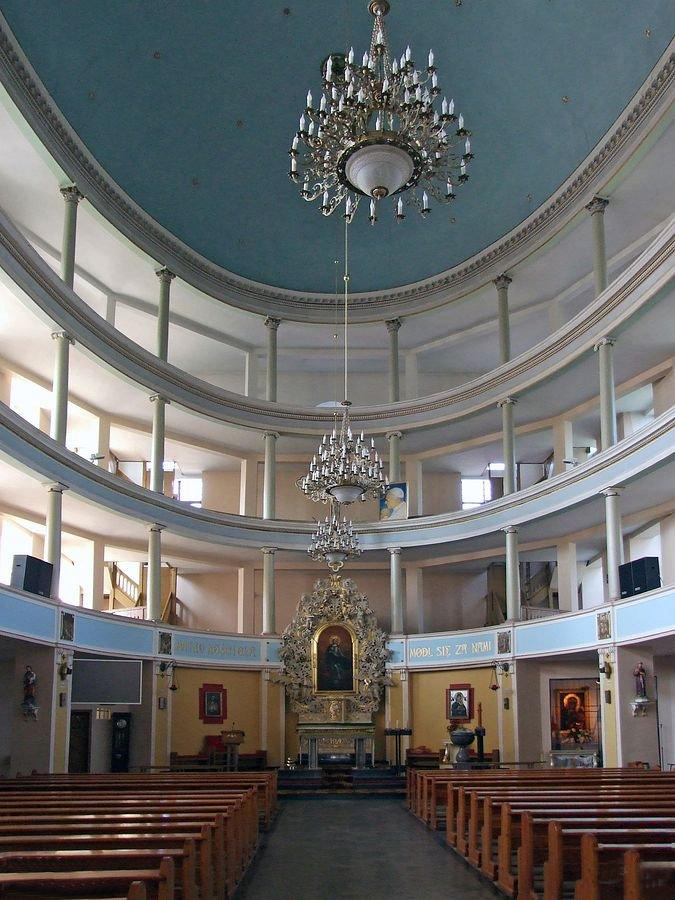
Ev. Kirche Reichenbach (ab 1795)
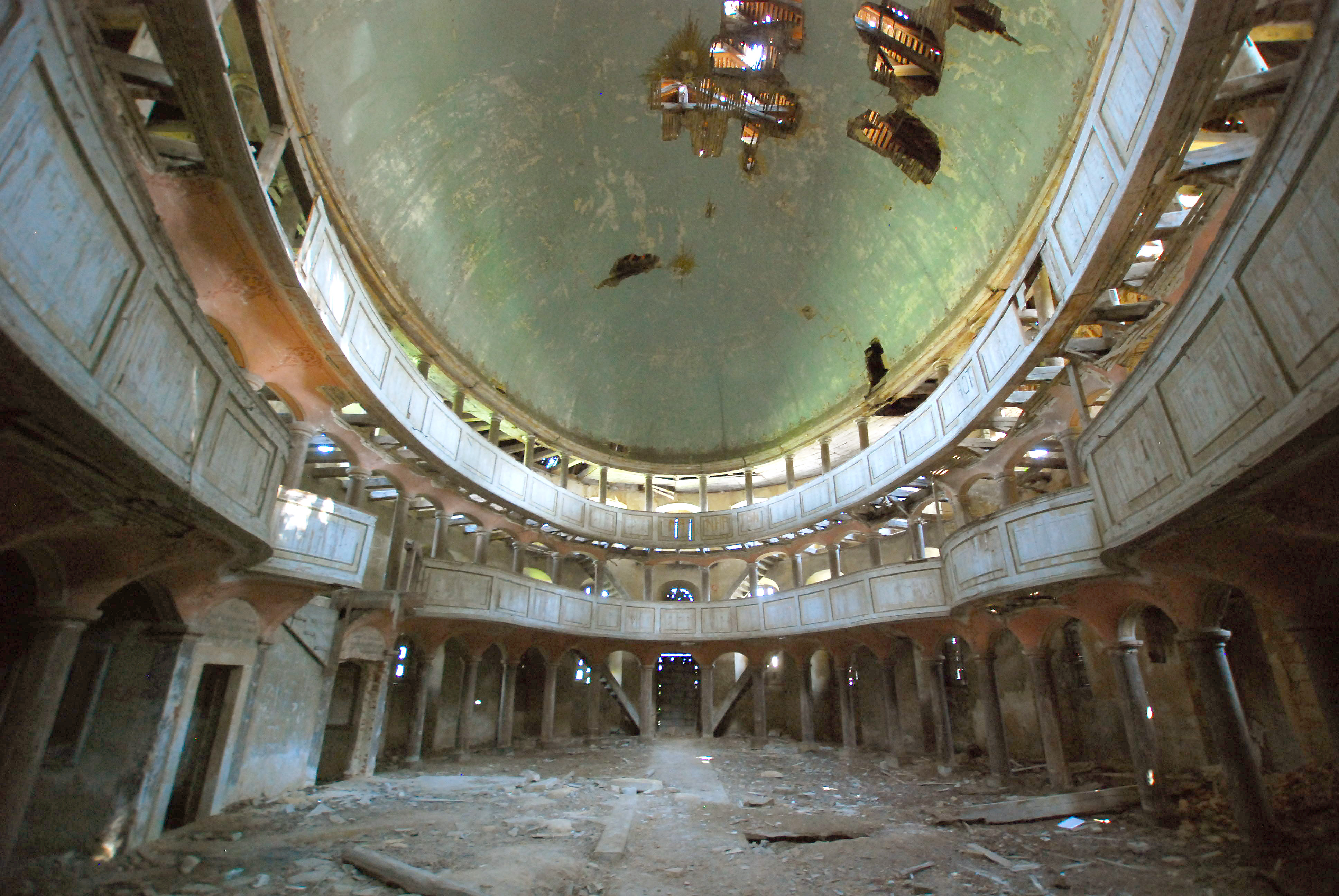
Ev. Kirche Giersdorf (ab 1796)
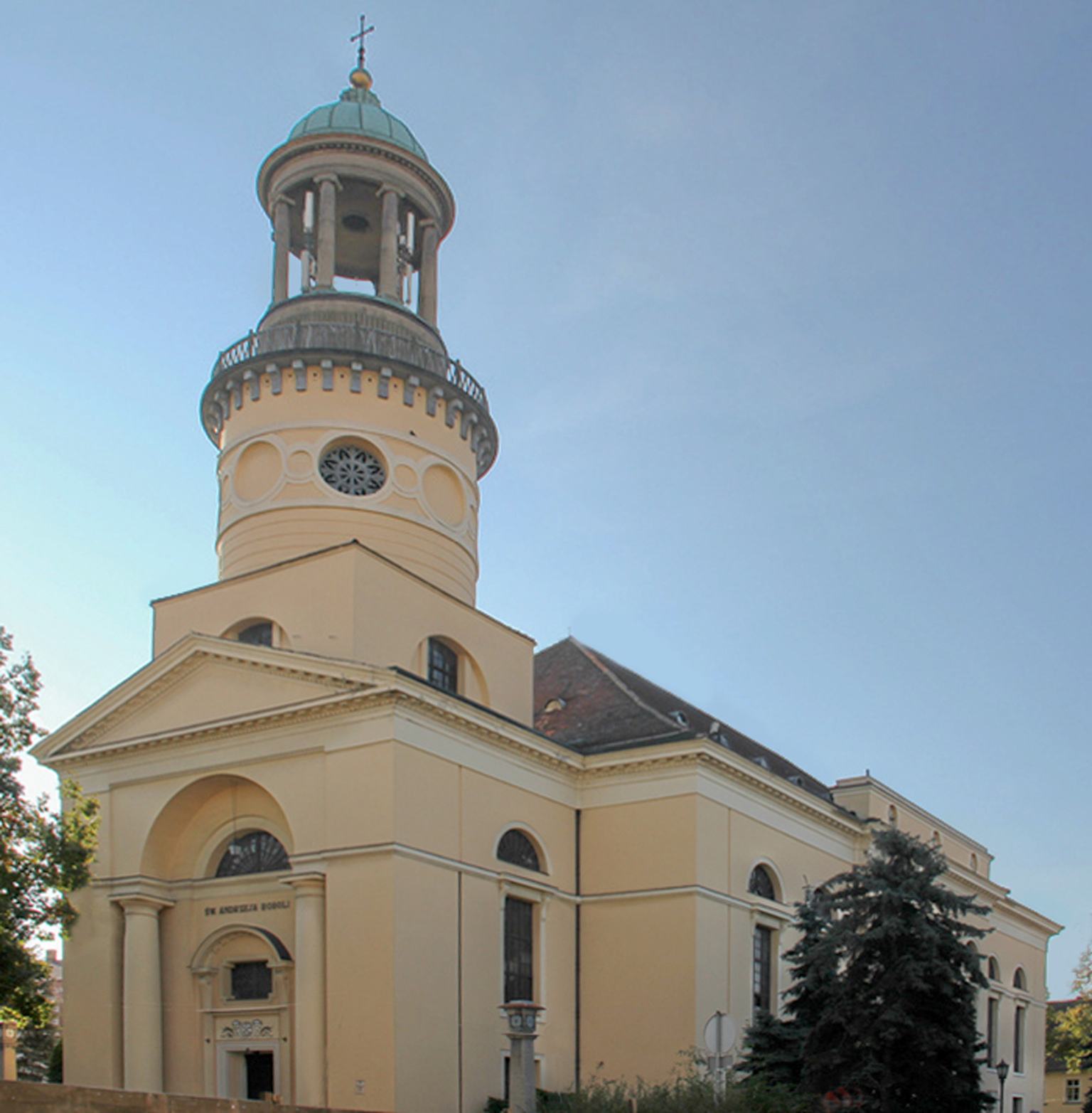
Dreifaltigkeitskirche (Rawicz) (ab 1802)
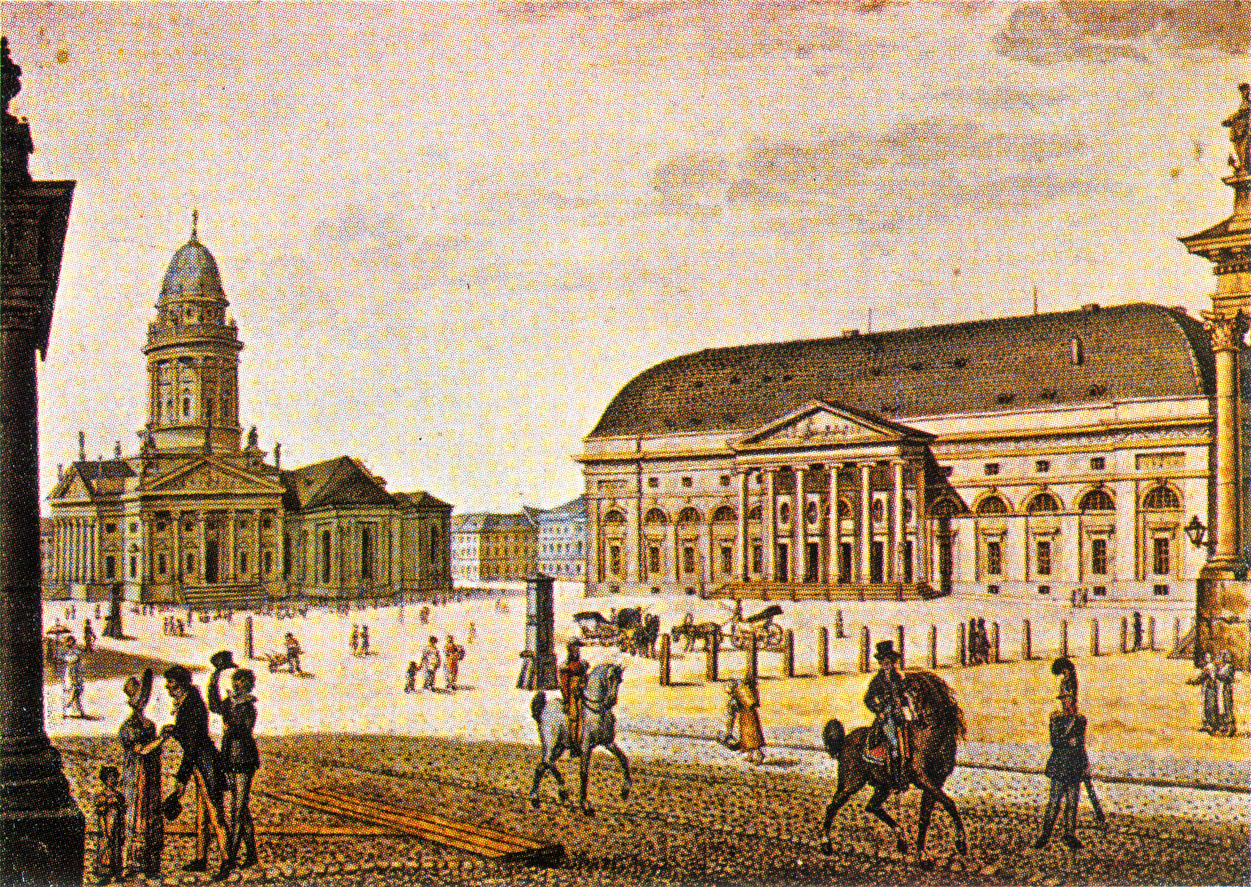
Königliches Nationaltheater am Berliner Gendarmenmarkt (ab 1800)
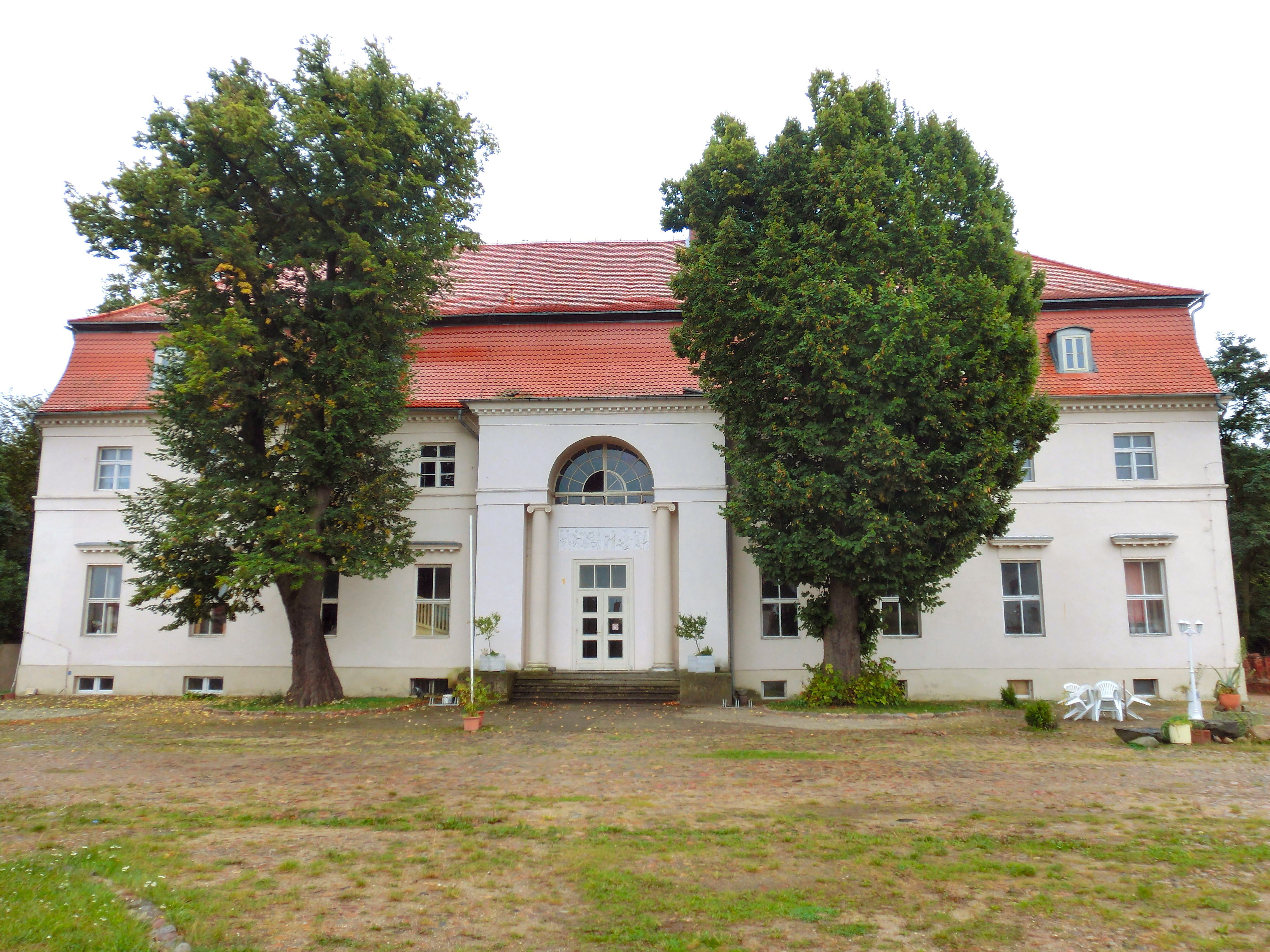
Gutshaus Kehnert (1803)